# Пенитенциарная система России
Пенитенциарная система России — комплекс учреждений и мероприятий, направленных на исполнение наказаний и реабилитацию осуждённых граждан в соответствии с российским уголовным законодательством. Управление тюремной системы осуществляется Федеральной службой исполнения наказаний, созданной в 2004 году. Тюремная система России включает в себя лечебно-исправительные и лечебно-профилактические учреждения (ЛИУ и ЛПУ), воспитательные колонии для несовершеннолетних, тюрьмы и СИЗО, а также наиболее распространённые — исправительные колонии, которые включают колонии-поселения и исправительные колонии общего, строгого и особого режимов. На 2023 год в стране функционировали около 900 тюремных учреждений.

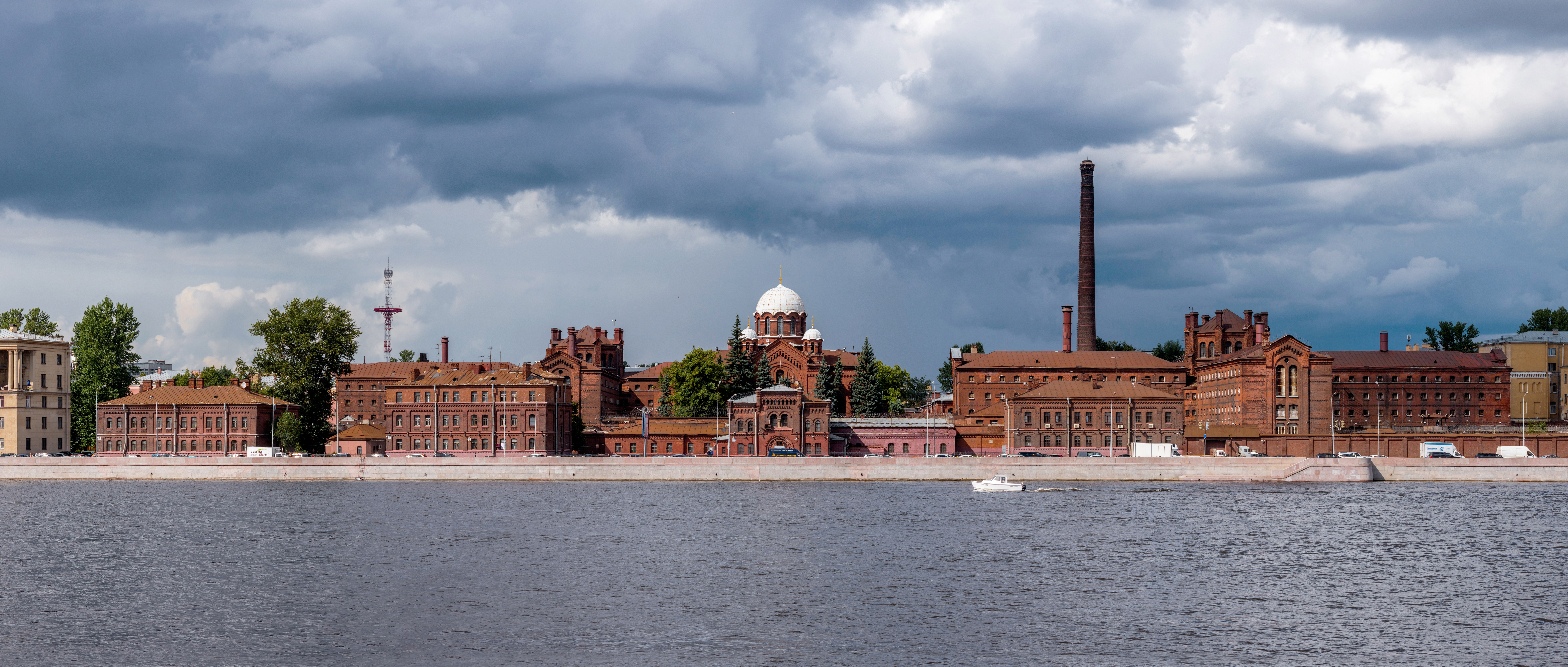
Бывший следственный изолятор «Кресты» в Санкт-Петербурге

Россия находится в лидерах среди европейских стран по числу заключённых в расчёте на душу населения, уступая только Турции и Белоруссии. В 2023 году их число составляло 433 тысячи человек. В сравнении с другими странами, российские заключённые отбывают одни из самых длительных сроков — в среднем 29 месяцев. Также Россия лидирует среди европейских стран по показателям смертности и числу самоубийств среди заключённых: в 2020 году в местах лишения свободы умерло около 2,5 тысяч человек в год или почти каждый 200-й осуждённый.
С 2010-х годов заключённые, привлечённые к исправительным работам, могут работать на коммерческие предприятия. На 2023-й их могла привлечь на службу любая организация, независимо от формы собственности. К тому моменту около 70 % заключённых были привлечены к трудовой деятельности. Кроме того, с начала вторжения России на Украину заключённых начали активно вербовать для участия в войне: сперва через ЧВК «Вагнер», а затем через структуры Министерства обороны. Согласно правозащитной организации «Русь Сидящая», к 1 января 2023 года из 50 тысяч завербованных заключённых на фронте остались только 10 тысяч. Остальные либо погибли, либо дезертировали.
Исторически тюремная система России построена на принципах использования труда заключённых для заселения отдалённых регионов. Она начала складываться в середине XVII века, когда стали появляться первые тюрьмы. Вплоть до начала XIX века в среднем уходило по «этапу» в Сибирь чуть больше двух тысяч человек в год. После установления советской власти заключённые не рассматривались как ресурс рабочей силы, а места лишения свободы служили в изоляционно-воспитательных целях или для подавления политической оппозиции. Но в 1929 году Политбюро ЦК КПСС постановило использовать принудительный труд заключённых для развития народного хозяйства СССР. Для этих целей была создана система трудовых лагерей, которой с 1930-го руководил Главное управление исправительно-трудовых лагерей (ГУЛАГ). Лагеря использовались для массовых репрессий. К началу 1953 года общее количество лагерей и лагерных отделений увеличилось до 166, к этому времени «сидел» каждый 74-й житель страны. После смерти Сталина исправительные лагеря были преобразованы в колонии. Несмотря на попытки реформирования системы в 1950-х и в 2000-х, исправительные колонии по-прежнему являются основными учреждениями исполнения наказаний.
Российскую пенитенциарную систему часто критикуют за отсутствие реформ и сохранение старых практик, связанных с эпохой ГУЛАГа. Например, в колониях до сих пор широко применяются пытки, условия содержания заключённых не соответствуют современным нормам и даже минимальным санитарным стандартам, а возможность получения образования для осуждённых ограничена. В местах лишения свободы распространены тяжёлые инфекционные заболевания, такие как ВИЧ и туберкулёз, а медикаментозное лечение — недостаточно. Кроме того, в тюрьмах отсутствуют эффективные программы по адаптации к жизни в обществе после освобождения. В результате только 40-50 % освобождённых находят постоянную работу, многие из них теряют свои рабочие места в течение года. Все эти факторы способствуют высокому проценту рецидивов преступлений — в среднем 25-30 % совершают повторное преступление и попадают в заключение.

## История

### Царская Россия
Таже послали меня в Сибирь с женою и детьми. И колико дорогою нужды бысть, тово всево много говорить, разве малая часть помянуть. Протопопица младенца родила; больную в телеге и повезли до Тобольска; три тысящи вёрст (верста равняется 1066 метрам, то есть чуть больше километра - МЗ) недель с тринадцеть волокли телегами и водою и саньми половину пути

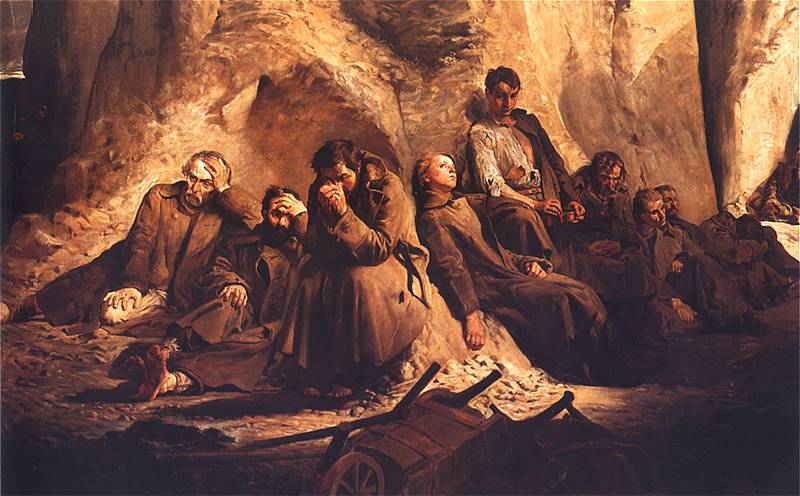
Картина Яцека Мальчевского «Воскресенье в шахте». Изображён труд заключённых, сосланных после польского восстания 1863 года

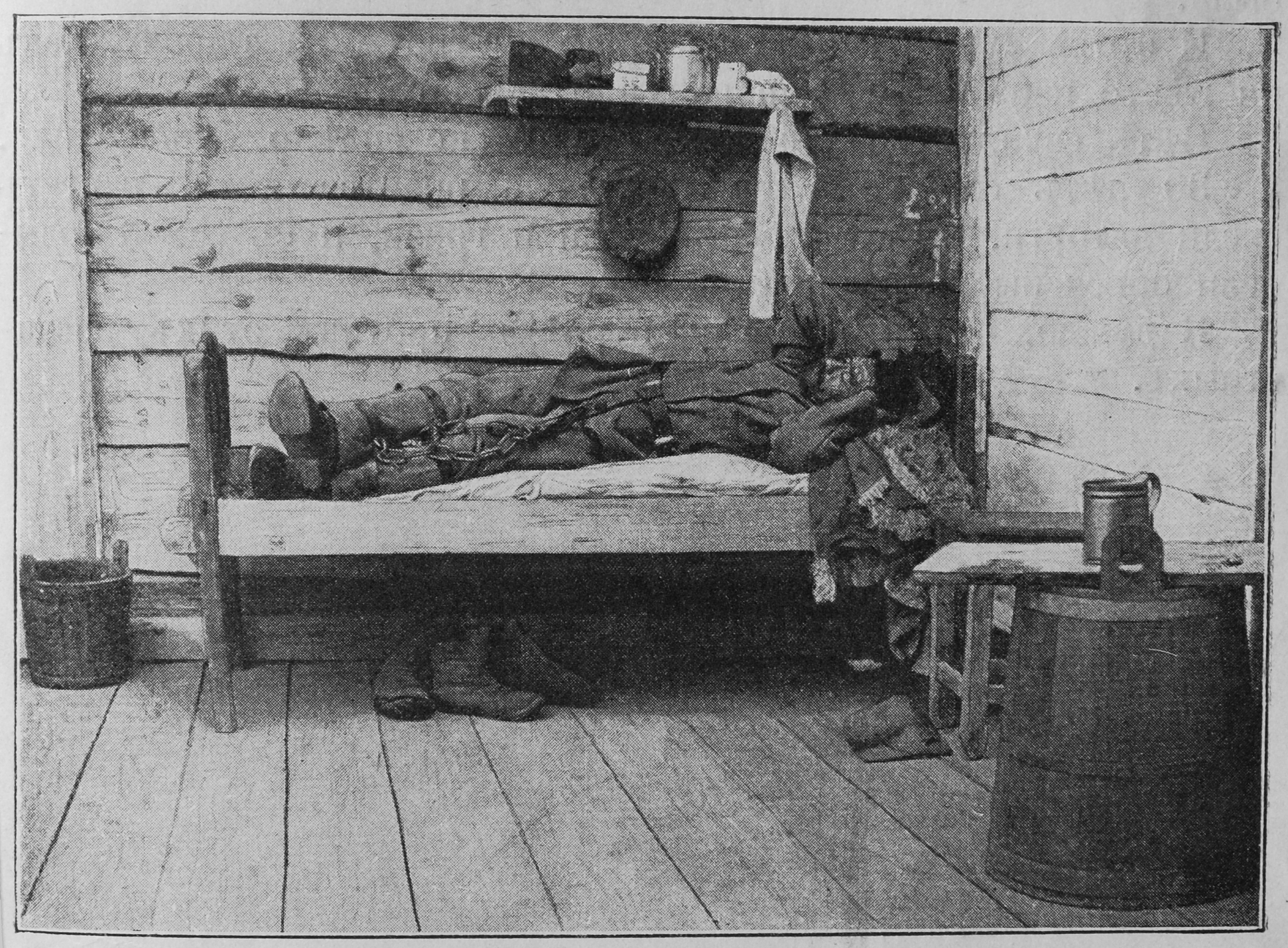
Арестант в одиночной камере, иллюстрация к книге Власа Дорошевича. «Сахалин (Каторга)», 1903 год

Пенитенциарная система начала складываться в России в середине XVI века, когда для наказания преступников стали использовать тюремное заключение в острогах. До этого основными формами наказания являлись казни и штрафы. Законодательно тюремное заключение было впервые закреплено в Судебнике Ивана IV от 1550 года.
Первые тюрьмы России предназначались для изоляции осуждённых от общества. Государство не тратило средства на кормление заключённых, поэтому их ежедневно выводили на нищенский промысел. Выпрошенное или украденное делили на всех, но этого зачастую не хватало, поэтому осуждённые часто умирали от голода. Для выживания они создавали общины. Первая тюрьма была построена на территории Чебоксарского кремля, для заключения использовали и монастыри.
Начиная с конца XVI века труд осуждённых использовали для экономического и политического развития государства. Становление тюремной системы в России пришлось на период покорения Сибири. Государству были необходимы люди для заселения отдалённых регионов, поэтому начала активно развиваться практика ссыльной каторги. Первыми ссыльными в Сибирь стали около 50 жителей Углича, обвинённые по делу об убийстве царевича Дмитрия. Они были сосланы за Урал на строительство Пелымского острога. К 1645 году на ссылку в Сибирь отправили около 1500 заключённых.
Пётр I впервые законодательно закрепил каторжные работы как систему использования труда заключённых в ссыльных местах. В городах начали возводить специальные тюрьмы, объединённые с заводами. К этому моменту в ссылке в Сибири находилось около 25 тысяч человек. В 1787 году Екатерина II под влиянием идей Просвещения предприняла попытку реформировать систему пенитенциарных учреждений. Императрица гуманизировала отдельные наказания, пытаясь снизить количество пыток и масштаб бесчеловечного обращения в тюрьмах. Она также разделила тюремные учреждения на несколько категорий: подстражную тюрьму для предварительно заключённых; приговорённую тюрьму для раздельного содержания заключённых к срочному тюремному заключению и ссыльных; тюрьмы для осуждённых — там содержались приговорённые к смерти, пожизненному заключению или каторге. Несмотря на прогрессивные законодательные акты, исследователи отмечают, что наказы Екатерины никак не повлияли на реальное положение дел. До начала XIX века в среднем уходило «по этапу» в Сибирь чуть больше двух тысяч человек в год. Большинство из них отправлялись в ссылку пешком, иногда сплавляясь по рекам на баржах. Основной маршрут пролегал через Владимирский тракт — от Москвы через Нижний Новгород, Пермь, Тюмень, вплоть до Нерчинска, Акатуйских рудников и Сахалина. Путь составлял до 13 тысяч км и мог занимать до нескольких лет.
Начиная с начала XIX века стала формироваться законодательная база привлечения осуждённых к труду, регулирующая производственную деятельность в рамках отдельных исправительных учреждений. Одновременно с этим предпринимались попытки модернизации системы. Так, в 1802 году Александр I учредил Министерство внутренних дел Российской империи. Новое ведомство поставило своими целями не только наказание, но и исправление преступников. Принятые в 1819 году «Правила для попечительного о тюрьмах общества» впервые обозначили необходимость не только улучшения быта заключённых, но и воспитания их «в правилах христианского благочестия». Инициированный Михаилом Сперанским «Устав о ссыльных и об этапах» регламентировал механизм применения административной ссылки в качестве одной из мер наказания. На маршруте движения ссыльных были созданы «этапы» — места для ночёвок и днёвок ссыльных и каторжан. Местные власти были обязаны создавать для заключённых удовлетворительные условия труда и жизни. Таким образом Сперанский надеялся «переделать» заключённых в полноценных государственных крестьян, которые смогут внести свой вклад в освоение сибирских земель. Однако большинство утверждённых мер остались нереализованными — средств на реализацию реформ не хватало, а количество ссыльных было слишком велико. Поэтому с осуждёнными по-прежнему обращались жестоко, а также использовали для незаконных работ. Были широко распространены телесные наказания — осуждённых регулярно пороли, избивали и клеймили орудиями.

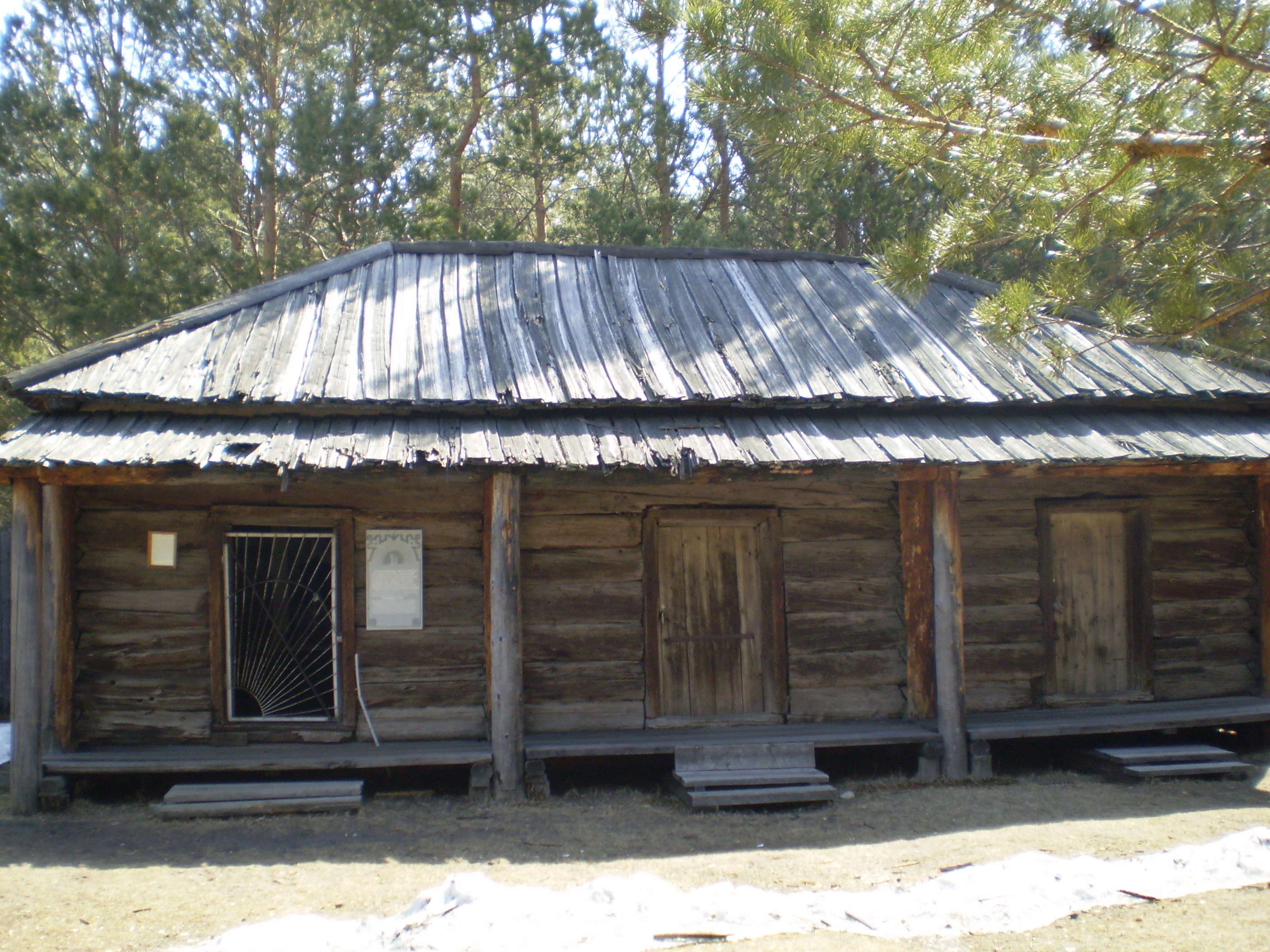
Этапный амбар для ночёвки ссыльных, XIX век. Вывезен из Хоринской района, Бурятия, в Этнографический музей народов Забайкалья, 2008 год

К середине XIX века неудовлетворительное состояние тюремных помещений и значительные проблемы в сфере уголовно-исполнительного наказания стали очевидными. Имперское правительство столкнулось с необходимостью модернизировать пенитенциарную систему. Для этого в 1860-х годах были созданы несколько комиссий. Их главной целью стала разработка рекомендаций по созданию чёткой системы управления местами заключения. К этому моменту в Сибирь было «этапировано» около миллиона ссыльных и каторжных.
В 1879 году было создано Главное тюремное управление Российской империи (ГТУ), вошедшее в состав Министерства внутренних дел. В 1895 году ведомство перешло в состав Министерства юстиции. ГТУ определяло основные принципы реформирования пенитенциарной системы на основе данных собранных тюремной инспекцией на местах. Были упразднены смирительные работные дома, арестантские роты и долговые тюрьмы, были отменены и телесные наказания — одна из самых распространённых форм наказания начиная с XVI века.
Одновременно с этим началось строительство «комфортабельных» тюрем с одиночными камерами. К началу XX века построили шесть образцово-показательных исправительных учреждений, например, «Кресты» в Санкт-Петербурге, куда любили водить посещавших столицу иностранцев. Возведение тюрем одиночного содержания объяснялось и необходимостью изолировать участников революционного движения во избежание вербовки обычных заключённых.

### Советское время

#### 1918—1930

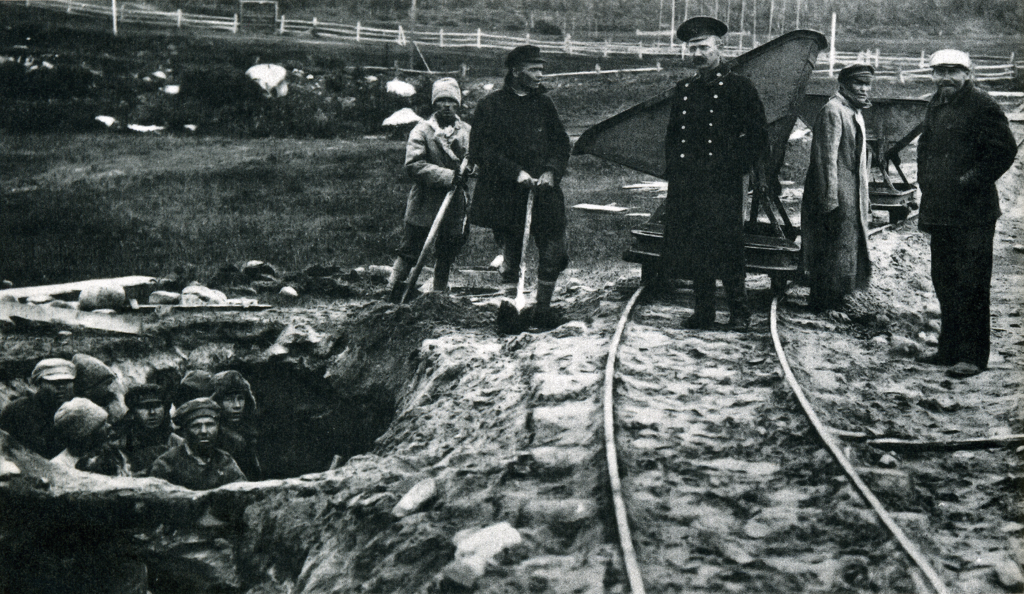
Соловецкий лагерь особого назначения в 1924-25 годах

Структура и материальная база мест лишения свободы после прихода к власти большевиков во многом была унаследована от царской России. К тому времени большинство тюрем находилось в ведении Главного тюремного управления (ГТУ) Министерства юстиции, территориальными органами которого были губернские тюремные отделения. Однако для контроля над местными тюрьмами ГТУ нуждалось в помощи губернских учреждений Министерства внутренних дел. После революции Временное правительство объявило широкую амнистию, из-за чего тюрьмы значительно опустели. На 1917 год число заключённых составляло 34 083.
Вскоре большевики расформировали подразделения МВД, отвечающие за управление тюрьмами. Министерство юстиции было переименовано в Наркомат юстиции (НКЮ), а Главное тюремное управление Российской империи — в Главное управление местами заключения (ГУМЗ). Однако работа между НКЮ и ГУМЗ не была налажена — ГУМЗ получило монопольную власть над местами заключения, но контроль над провинциальными тюрьмами быстро утрачивался, поскольку местные подразделения МВД были упразднены. Начавшаяся в мае 1918 года Гражданская война привела к полной потере контроля центрального аппарата над местными тюрьмами. В результате ГУМЗ распустили и вместо него создали Центральный карательный отдел (ЦКО). В основу нового ведомства было положено два основных принципа новой тюремной политики: самоокупаемость и полное перевоспитание заключённых. Также обязательной стала работа для всех здоровых заключённых.
Однако на практике ЦКО не обладал контролем над тюремными органами — он не мог обеспечить заключённых работой или заставить местную администрацию следовать указаниям. Это сопровождалось хаосом в работе тюремной системы и массовыми побегами. Одновременно с этим начала складываться система мест заключения при ВЧК, предназначенная для содержания активных политических противников новой власти. Отдельного руководящего органа эта система не имела. Сажать своих врагов в неохраняемые тюрьмы системы Народного комиссариата юстиции (НКЮ) большевистское правительство не могло. Решено было использовать военизированные организации: ВЧК и образованную 27 апреля 1918 года Центральную коллегию по делам пленных и беженцев (Центропленбеж) Наркомата по военным делам РСФСР. Центропленбеж имел в распоряжении широкую сеть концентрационных лагерей, в которых содержались военнопленные Первой мировой войны. На начало 1918 года их число превышало 2 млн человек, однако после заключения Брестского мирного договора благодаря широкому обмену военнопленными концлагеря Центропленбежа опустели, а позднее стали использоваться для содержания военнопленных гражданской войны.
15 апреля 1919 года было принято постановление ВЦИК о лагерях принудительных работ, к концу 1919 года в РСФСР уже был 21 такой лагерь. 17 мая 1919 года было создано новое учреждение в составе НКВД РСФСР — Отдел принудительных работ (ОПР). На тот момент официально действовали пять типов лагерей принудительных работ: особого назначения, концентрационные общего типа, производственные, для военнопленных и лагеря-распределители. При необходимости, например, при подавлении Тамбовского восстания, создавались временные полевые лагеря. Таким образом, к 1922 году система мест заключения функционировала за счёт трёх основных организаций: НКВД, ВЧК и Центропленбежа. На начало 1922 года количество заключённых составляло 50 000. На 22 июля 1922 года число заключённых в СССР составило 68297 человек.
В 1920-е годы руководство СССР рассматривало систему мест лишения свободы как структуру для изоляции уголовных преступников, воспитательные учреждения для остальных нарушителей закона и как инструмент подавления политических противников. В отличие от царской России, заключённые не рассматривались как ресурс рабочей силы. Трудовые работы осуществляли только в Соловецком лагере принудительных работ особого назначения (СЛОН), созданный в 1923 году и подчинявшийся Объединённому государственному политическому управлению (ОГПУ). В основном уголовно-исполнительная система была представлена трудовыми колониями и исправительно-трудовыми домами. На 1927 год общее количество заключённых в СССР составляло 200 000.
Условия содержания в большинстве мест заключения были тяжёлыми. Заключённые массово голодали, вольнонаёмный персонал увольнялся, а оставшиеся отказывались работать. В 1922 году почти все места заключения были переведены на местные средства и самоокупаемость под ведением НКВД. Часть подследственных находилась в арестных помещениях Главного управления рабоче-крестьянской милиции НКВД. Для их управления было создано Главное управление мест заключения (ГУМЗ). Вскоре система была передана в ОГПУ.

#### 1930—1960

Сводная карта лагерей, существовавших с 1923 по 1967 год и находившихся в ведении Главного управления исправительно-трудовых лагерей (ГУЛАГ). На основании данных правозащитного общества «Мемориал».

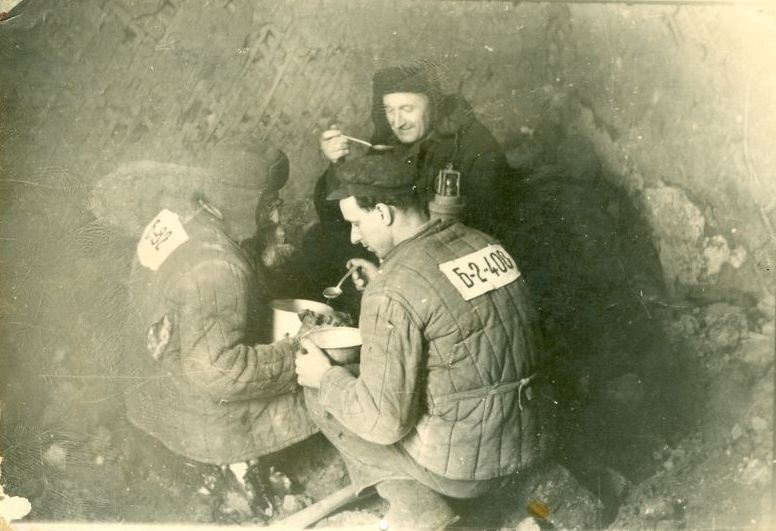
Заключённые Минлага с номерами на одежде, 1955 год

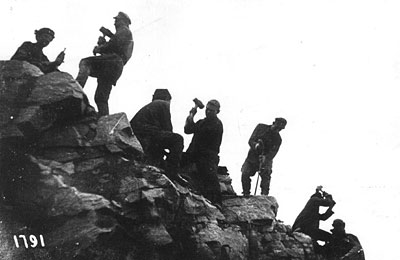
Заключённые на строительстве Беломорканала, приблизительно 1931—1933 годы

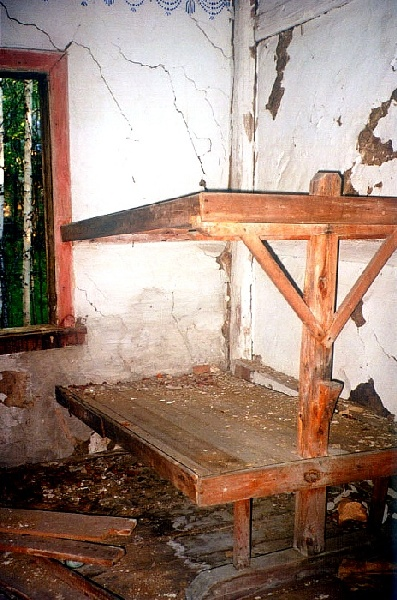
Нары в одном из лагерей ГУЛАГа, снято в 2002 году

Весной-летом 1929 года Политбюро ЦК КПСС постановило использовать принудительный труд заключённых для развития народного хозяйства СССР. Перед ОГПУ была поставлена задача развить малонаселённые и экономически неразвитые районы СССР. Для этого под началом ОГПУ началось создание сети трудовых лагерей, куда отправляли всех заключённых, осуждённые на срок от 3-х лет. Одновременно с этим ужесточалось и уголовное законодательство — наказание за мелкую кражу, независимо от ущерба, влекло за собой год лишения свободы. Мелкое хулиганство — 5 лет. Выпуск бракованной продукции грозил инженерам и начальству предприятия тюремным заключением от 5 до 8 лет.
Трудовые лагеря были оборудованы для длительного пребывания — бараки-общежития для заключённых, столовые, помещения для отдыха, бани, прачечные. Их создавали преимущественно в отдалённых районах с суровым климатом, где советское правительство вело масштабное строительство или занималось добычей полезных ископаемых.
28 июня 1929 год было основано УСЕВЛОН — Управление северных лагерей особого назначения. Местом временной дислокации управления был определён Усть-Сысольск (сейчас — Сыктывкар). Уже к 1 января 1930 года число заключённых в этом лагере достигло 20 276 человек. Одновременно с этим были основаны: Дальлаг, Сибирский ИТЛ, Казакстанский ИТЛ, Среднеазиатский ИТЛ. За первые полгода число заключённых в лагерях ОГПУ увеличилось в пять раз и достигло 95 000 человек. Для руководства сетью лагерей весной 1930 года было создано Главное управление исправительно-трудовых лагерей (ГУЛАГ).
В 1931 году ОГПУ заведовал строительством Беломорканала. Для организации работ был создан специализированный Беломорско-Балтийский ИТЛ. Эта передача закрепила экономическую функцию ОГПУ — ведомство непосредственно назначало и контролировало работы, полностью обеспечивало выполнение плановых заданий. К первому января 1934 года в ведении ГУЛАГ находилось 14 исправительно-трудовых лагерей, включая Ухтпечлаг, Бамлаг, Дмитровлаг и другие. Они занимались выполнением правительственных заданий. На 1 января 1934 года в лагерях находилось более полмиллиона человек, а к 1935 году — более миллиона. Помимо этого, в ведение ГУЛАГа были переданы все спецпереселенцы, осуждённые во время массовой коллективизации и раскулачивания.
С началом массовых репрессий в 1937 году места заключения начали наполняться новыми осуждёнными. За первые 9 месяцев — с июля 1937 по 1 апреля 1938 — население ГУЛАГ увеличилось на более чем 800 000 и превысило 2 млн человек. В лагерях возникали проблемы с приёмом, размещением и организацией охраны и труда. В ответ были созданы новые лагеря, включая Ивдельский, Каргопольский, Кулойский, Красноярский и другие.
В 1944—1945 годах в ГУЛАГ начали поступать военнопленные, интернированные, мобилизованные в трудовые батальоны, проходившие проверку в проверочно-фильтрационных лагерях репатрианты. Всего в лагерях, особых рабочих батальонах и спецгоспиталях Главного управления по делам военнопленных и интернированных МВД СССР было около 2 500 000 военнопленных.
После окончания Второй мировой войны система наказания не изменилась — в её идейной основе по-прежнему находился принудительный труд. Поэтому количество исправительных лагерей продолжило расти и на конец 1948 года в СССР действовало 79 лагерей и лагерных отделений центрального подчинения. В 1948—1950-х годах начались «великие стройки коммунизма», в том числе создание Волго-Донского канала, строительство Цимлянского гидроузла, Куйбышевской ГЭС, нефтехимических комбинатов в Башкирии и в Иркутской области. Помимо этого заключённые полностью обслуживали шоссейные дороги под управлением соответствующего органа МВД СССР, Енисейстрой МВД СССР. В 1951—1952 годах была развёрнута сеть новых железнодорожно-строительных ИТЛ на Кольском полуострове, в Архангельской области, на Дальнем Востоке. К началу 1953 года общее количество лагерей и их отделений увеличилось до 166.

Национальный состав заключённых
на 1 января 1939 года

К 1953 году в СССР «сидел» каждый 74-й житель страны. Историки оценивают общее количество узников ГУЛАГ в 15-18 млн человек, из которых не менее 1,5 млн не пережили заключения. Жертвами ГУЛАГ были не только народы СССР, но и граждане других стран — чехословаки, поляки, венгры, французы, американцы и другие. Среди заключённых в ГУЛАГ были и дети.
К началу 1950-х годов стала очевидна экономическая неэффективность системы ИТЛ — несмотря на большое количество заключённых в лагерях ощущалась нехватка людских ресурсов. Заключённые не могли освоить более сложную технику, что значительно усложнило процесс строительства и индустриализации. Ни одно из крупных производственных управлений МВД в 1951—1952 годах не выполнило план. Система мест заключения находилась в глубоком кризисе.
Многие бывшие заключённые по совокупности политических, экономических и психологических причин стали селиться в соседних городах и населённых пунктах. Освободившиеся «враги народа» были на государственном уровне ограничены в выборе места дальнейшего проживания.
Сразу после смерти Сталина началась масштабная реорганизация пенитенциарной системы. С 1954-го колонии и тюрьмы перешли в ведении региональных структур. Помимо этого, Совет министров СССР в 1953 году остановил строительство крупных объектов с участием труда заключённых, включая главный Туркменский канал, Волго-Балтийский водный путь, железные дороги на севере Западной Сибири. Благодаря объявленной в 1953 году масштабной амнистии были освобождены более половины заключённых или 1 201 606 человек. Исправительные лагеря по всей стране стали преобразовывать в колонии. Согласно положению об исправительно-трудовых колониях от 1958 года, в них предусматривалось три режима — общий, облегчённый и строгий. Для тюрем — только общий и строгий. Большинство осуждённых за особо опасные государственные преступления отбывали наказание в колониях строгого режима и тюрьмах общего.

#### 1960—1991
В 1960 году ГУЛАГ был официально ликвидирован. Однако исправительно-трудовые колонии продолжили своё существование, их использовали, в том числе, и содержания для политических заключённых (советских диссидентов). В 1960-х — 1980-х годах местами заключения ведали Главное управление исправительно-трудовых учреждений и Главное управление лесных исправительно-трудовых учреждений МВД СССР. Реформы 1950-х — 1960-х годов предусматривали либерализацию системы уголовного наказания, но при этом география мест заключения не соответствовала положению о том, что заключённые должны отбывать в том же регионе, где были осуждены или проживали ранее.
В 1989 году, в период Перестройки, в МВД СССР был разработан проект «Основные направления социальной переориентации исправительно-трудовой системы», который был утвержден решением коллегии МВД СССР от 16.07.1990 № 8 км/1 как «Концепция реформы уголовно-исполнительной системы». В это же время профессором А. И. Зубковым был инициирован альтернативный проект — «Концепция перестройки исправительно-трудовой деятельности в СССР на современном этапе». Были узаконены права граждан на обращение в суд с жалобой на неправомерные действия органа государственного управления, в том числе и администрации мест лишения свободы.

### После распада СССР
Реформы

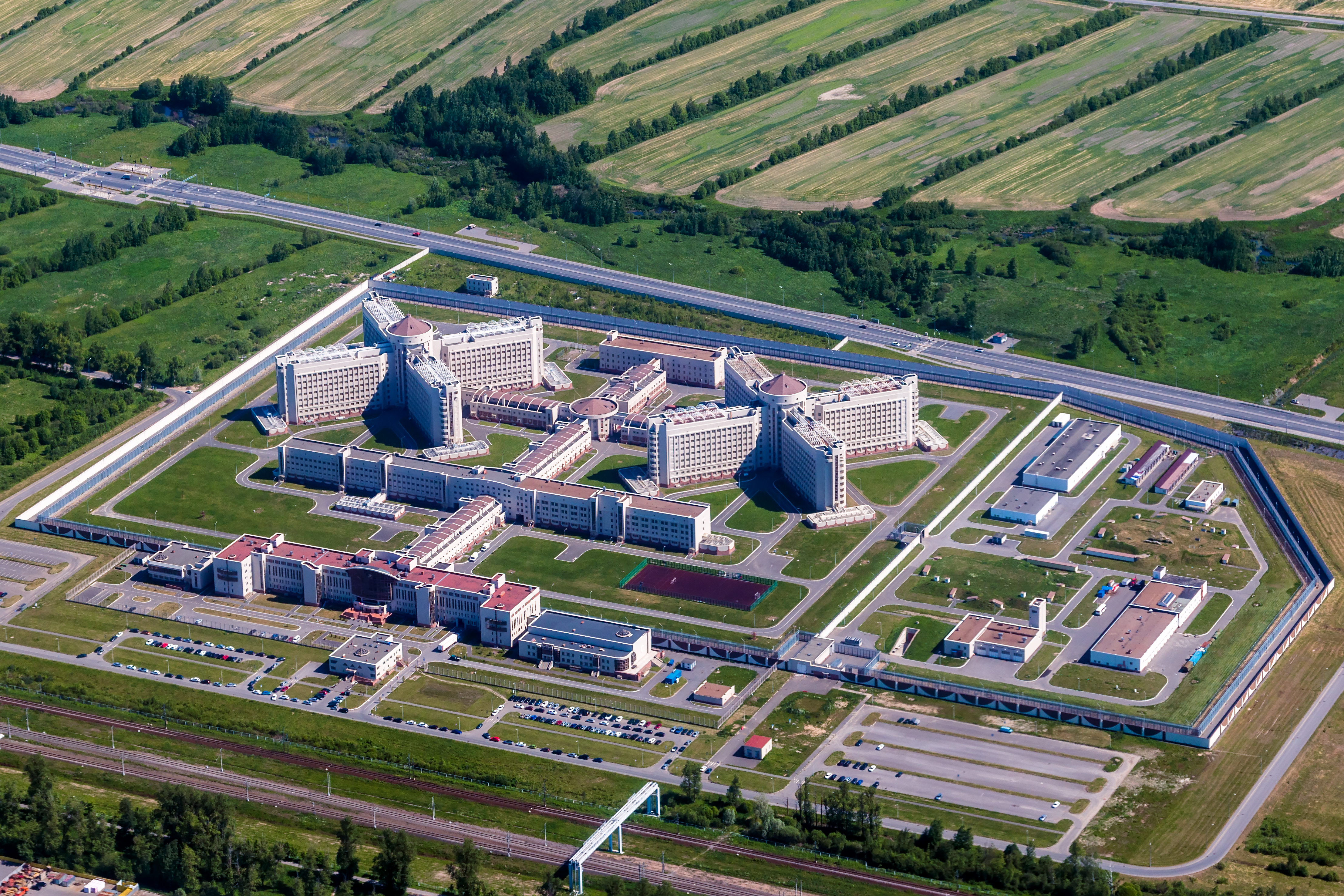
СИЗО Колпино на окраине Санкт-Петербурга, крупнейшее в Европе

На момент распада СССР все тюрьмы и колонии находились в ведении МВД. Одновременно росла и преступность — тюрьмы переполнились задержанными, а условия содержания ухудшались. В 1994 году Главное управление лесных исправительно-трудовых учреждений МВД РФ было соединено с Главным управлением исполнения наказаний МВД. Впервые с 1917 года все пенитенциарные учреждения стали подчиняться одной структуре. В 1995 году «Независимая газета» сообщила, что вместимость следственных изоляторов в тюрьмах Москвы и Санкт-Петербурга превышена в 2-2,5 раза. Сообщалось о кризисе медобслуживания в местах лишения свободы, а также о том, что некоторые тюрьмы месяцами не выдавали заключённым еды, полагаясь на передачи извне. В следственных изоляторах ситуация была значительно хуже — на 1994 год около 233 500 человек (или 20 % от всего количества заключённых) фактически находились там дольше положенного срока за преступление, в котором они обвинялись. В 1995 году условия ухудшились до такой степени, что Государственная дума стала выступать за передачу управления тюрьмами из МВД в ведение Министерство юстиции. По мнению сторонних экспертов, главной проблемой были недостаток государственного финансирования, кадровые проблемы и отсутствие законодательной поддержки. Заключённые сталкивались с многочисленными нарушениями прав человека, включая пытки.
С 1992 по 2005 год правительство приняло ряд нормативно-правовых актов, поменявших курс развития уголовно-правовой политики РФ. Большое влияние на развитие пенитенциарной системы России сыграло вступление страны в Совет Европы в 1996 году. Одним из критериев вступления была реформа судебно-правовой системы в соответствие с общепринятыми международными нормами и стандартами. Для этого были ратифицированы ряд Европейских конвенций: Европейская конвенция по предупреждению пыток и бесчеловечного или унижающего достоинство обращения или наказания, Конвенция о защите прав человека и основных свобод, Европейская конвенция о взаимной правовой помощи по уголовным делам, Конвенция об отмывании, выявлении, изъятии и конфискации доходов от преступной деятельности и о финансировании терроризма. Другим условием было передача всех институтов и учреждений по назначению наказания в Министерство юстиции РФ для обеспечения более надёжных гарантий соблюдения норм законности и прав человека. Передача полномочий состоялась 31 августа 1998 года.
Правительство пыталось превратить тюрьмы из мест изоляции в центры социальной адаптации. На уголовно-исполнительную систему был возложен ряд дополнительных функций — конвоирование, розыск и задержание бежавших преступников, медицинское обеспечение, исполнение наказаний без изоляции осуждённого от общества и иных мер уголовно-правового воздействия. Начало работы ЕСПЧ в России в 1998 году способствовало либерализации уголовного законодательства, реформированию надзорного производства, повышению прозрачности судопроизводства и правоприменительных органов, реформированию пенитенциарной системы, закреплению дополнительных гарантий прав лиц, находящихся в местах лишения свободы. После начала полномасштабного вторжения в Украину в 2022 году Россия вышла из ЕСПЧ.
Проблемы и критика
На 1998 год государство финансировало учреждения УИС только на 60 % от минимальных потребностей. В результате тюрьмы и СИЗО оказались не в состоянии обеспечивать питание, покрывать расходы по закупке и ремонту автобронетехники, инженерно-технических средств охраны и связи. В начале 2001 года в учреждениях УИС недоставало более 35 тысяч мест для содержания осуждённых. На каждого задержанного в камере приходилась половина квадратного метра полезной площади при установленной норме в четыре. На этот же год численность заключённых на душу населения в России была второй в мире (670 на 100 000), в местах заключения всех типов содержалось 979 285 человек. На начало 2006 года в стране насчитывалось 209 следственных изоляторов, 7 тюрем и 141 учреждение предварительного заключения, 767 исправительных колоний и 62 воспитательные колонии для несовершеннолетних правонарушителей (14—17 лет). Из 763 000 заключенных в 2005 году 600 000 отбывали срок в колониях. В 2004 году ГУИН было преобразовано в Федеральную службу исполнения наказаний в составе Министерства юстиции РФ. Положение о ФСИН утверждено 13 октября 2004 года.
Исследования фиксируют, что несмотря на проводимые изменения в законодательстве и стремление модернизировать тюремную систему, многие из поставленных задач не имели успеха. В 2010 году правительство России утвердило новую Концепцию развития уголовно-исполнительной системы до 2020 года. Документ задал вектор развития пенитенциарной системы — для контроля за местами лишения свободы стали привлекать членов общественных наблюдательных комиссий; число содержащихся в одной камере лиц было сокращено; введено раздельное содержание лиц, обвиняемых в совершении преступлений разных видов; появились возможности оформления передач и посылок удалённо через интернет-магазины; стало применяться проведение судебных заседаний по видео-конференц-связи. Были созданы «колонии-поселения» — или тюрьмы облегчённого режима. В 2017 году были открыты первые исправительные центры, в которых заключённые могут проживать в общежитиях и получать зарплату. Заработком они оплачивают своё питание, коммунальные услуги и прочие нужды. Часть денег может удерживаться в доход государства, если это установлено приговором суда.
16 июня 2024 года шесть арестованных террористов захватили в СИЗО Ростова-на-Дону в заложники трёх его сотрудников. В результате спецназ ФСИН в этот же день освободил всех заложников, ликвидировав пять и ранив одного террориста. В связи с захватом, 5 июля руководство Главного управления ФСИН по Ростовской области — начальник управления генерал-лейтенант Дмитрий Безруких, его первый заместитель полковник Василий Гордеев и ранее захваченный террористами начальник оперативного управления подполковник Александр Богма написали рапорта об увольнении по собственному желанию, которые ушли на согласование в центральный аппарат ФСИН.

## Учреждения пенитенциарной системы
| Тип учреждения                                                                               | Количество |
| -------------------------------------------------------------------------------------------- | ---------- |
| Исправительные колонии особого режима для осуждённых при особо опасном рецидиве преступлений | 35         |
| Исправительные колонии особого режима для осуждённых к пожизненному лишению свободы          | 6          |
| Исправительные колонии строгого режима                                                       | 251        |
| Исправительные колонии общего режима                                                         | 164        |
| Колонии-поселения                                                                            | 94         |
| Лечебно исправительные учреждения (ЛИУ)                                                      | 51         |
| Лечебно-профилактические учреждения (ЛПУ)                                                    | 23         |
| Тюрьмы                                                                                       | 7          |
| Воспитательные колонии                                                                       | 13         |
| Исправительные центры                                                                        | 46         |
| Следственные изоляторы (СИЗО)                                                                | 210        |

В уголовно-исполнительной системе существуют несколько типов учреждений: исправительные колонии, тюрьмы, воспитательные колонии для несовершеннолетних, колонии-поселения, СИЗО, а также лечебно-исправительные и лечебно-профилактические учреждения (ЛИУ и ЛПУ). Помимо этого, в стране функционируют изоляторы временного содержания, находящиеся под контролем МВД.

### Изоляторы временного содержания
Камера представляла собой помещение размером десять шагов в длину и четыре в ширину с металлическими привинченными к полу одноярусной и двухъярусной кроватями, столом и двумя скамьями. В углу — напольный унитаз (чаша Генуя) на небольшой ступеньке, отделённый от камеры стенкой и дверцей высотой около метра, рядом с туалетной кабинкой – раковина и кран с горячей и холодной водой. У входа — небольшой металлический шкафчик с тремя отделениями и крючками. Окно большое, между двумя стеклопакетами установлена решётка, внешний стеклопакет матовый. Проветривается камера через круглое вентиляционное отверстие над окном с поворачивающейся вокруг своей оси заслонкой. Освещение хорошее — лампы дневного света включаются с шести утра до десяти вечера, на ночь оставляется приглушенный свет от лампы над дверью.
Изоляторы временного содержания (жаргонный вариант — обезьянник) находятся в ведомстве МВД. В ИВС содержатся подозреваемые в совершении преступления на срок до 48 часов. После этого подозреваемые должны быть либо освобождены, арестованы и переведены в СИЗО, либо оставлены в ИВС на дополнительный срок, который не может превышать 72 часов.
Перед помещением в ИВС проводится личный обыск. С собой подозреваемым разрешено оставить только разрешённые вещи и продукты питания. Все остальные предметы, вещества и продукты питания принимаются на хранение либо уничтожаются. Людей помещают в одиночные или общие камеры; мужчины и женщины содержатся отдельно. Администрация предоставляет спальное место, постельные принадлежности, полотенце, посуду и столовые приборы. Баню для заключённых в ИВС, как правило, организовывают как минимум раз в неделю.

### СИЗО

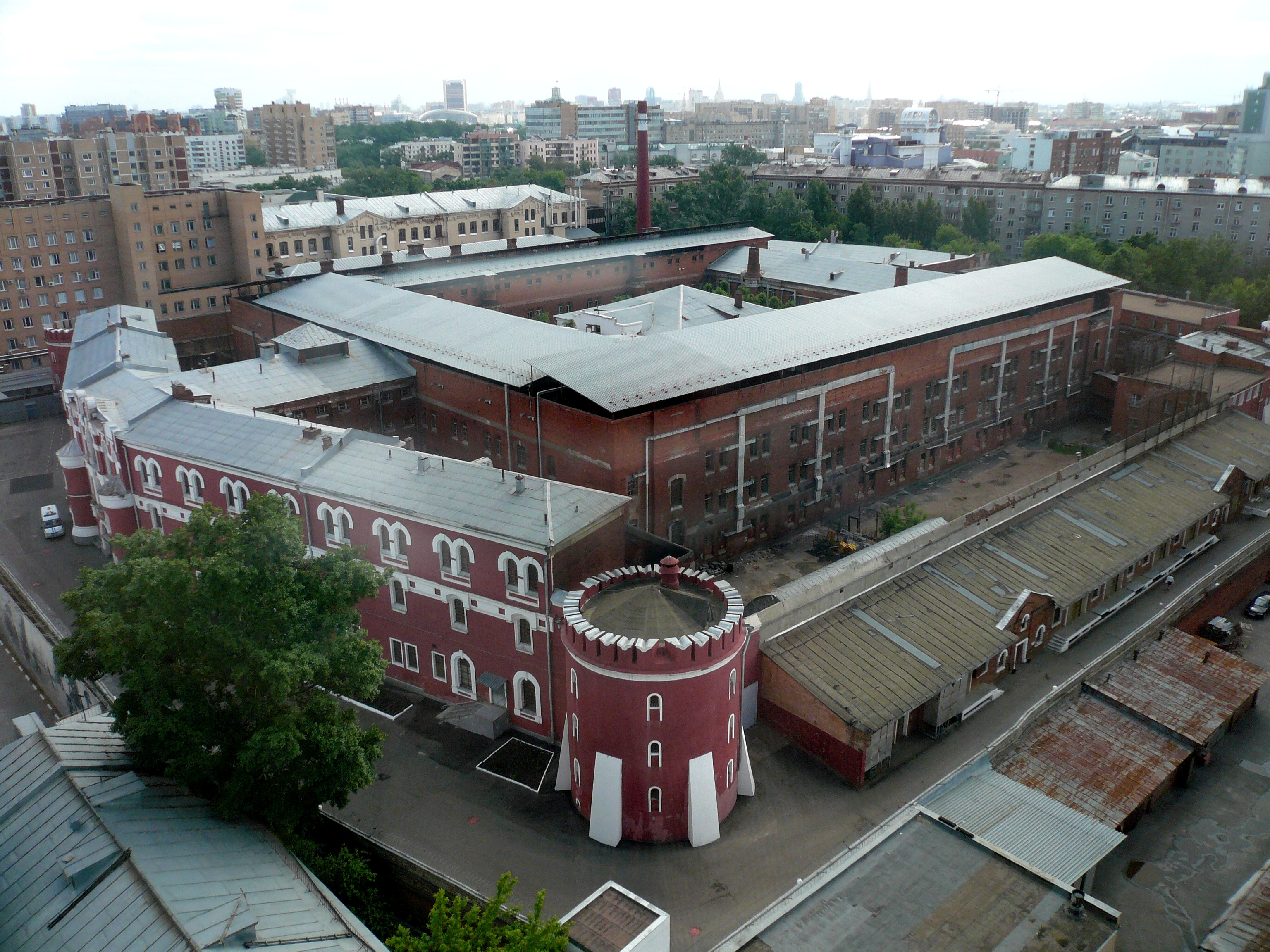
Один из самых больших СИЗО России — Бутырская тюрьма, 2010 год

СИЗО контролируется ФСИН и является аналогом тюрьмы или колонии строгого режима. В изоляторах содержат подозреваемых в преступлениях — тех, чья вина юридически ещё не доказана. Также в СИЗО могут находиться осуждённые, ожидающие перевода в места заключения. Уголовно-процессуальный кодекс Российской Федерации определяет, что срок содержания в СИЗО подследственных может составлять до 2-х месяцев. Однако суд может продлить содержание до шести месяцев, для тяжких преступлений до 12 месяцев, а для особо тяжких — до 18 месяцев неограниченное число раз. Поэтому в некоторых случаях заключённые находятся в СИЗО вплоть до нескольких лет. Если осуждённому впоследствии назначается наказание в виде колонии общего режима, то проведённый в изоляторе день приравнивается к полутора дням, а если в виде колонии-поселения — то к двум.
Основной задачей СИЗО является создание условий, исключающих возможность подозреваемых и обвиняемых скрыться от следствия и суда. На 2023 год в стране функционировали 210 следственных изоляторов. Отдельные СИЗО, например Лефортово, подчиняются ФСБ.
На период оформления учётных документов, врачебного осмотра и получения необходимых вещей арестованные содержатся в так называемом сборном отделении. Срок пребывания в сборном отделении не может превышать 24 часа. При обыске сотрудники ФСИН изымают «запрещённые» вещи — предметы, вещества и продукты питания, которые могут представлять опасность для жизни и здоровья или могут быть использованы в качестве орудия преступления. После этого всех подследственных отправляют в камеры карантина на 15 суток, чтобы избежать распространения какой-либо инфекции. После карантина осуждённых отправляют в камеру.
В зависимости от тяжести совершённого преступления, психологических особенностей и состояния здоровья, человека определяют в одиночную или общую камеру. Чтобы избежать конфликтов между заключёнными, администрации СИЗО, как правило, стараются подбирать людей в одной камере «по интересам» и психологическим портретам. При этом заключённые должны соблюдать как формальные, так и неформальные правила, определяемые криминальной субкультурой. В 2011 году ФСИН утвердило, что сотрудники СИЗО должны обращаться с заключёнными на «вы», называя их также «гражданин/ка», либо «подозреваемый», «обвиняемый» или «осуждённый». Арестанты с признаками психических расстройств (включая склонность к агрессии) размещаются по камерам с учётом рекомендаций психиатра и психолога. Лица с признаками инфекционных или паразитарных заболеваний размещаются в камерах, выделяемых под карантин. Срок карантина определяется медицинскими показаниями.

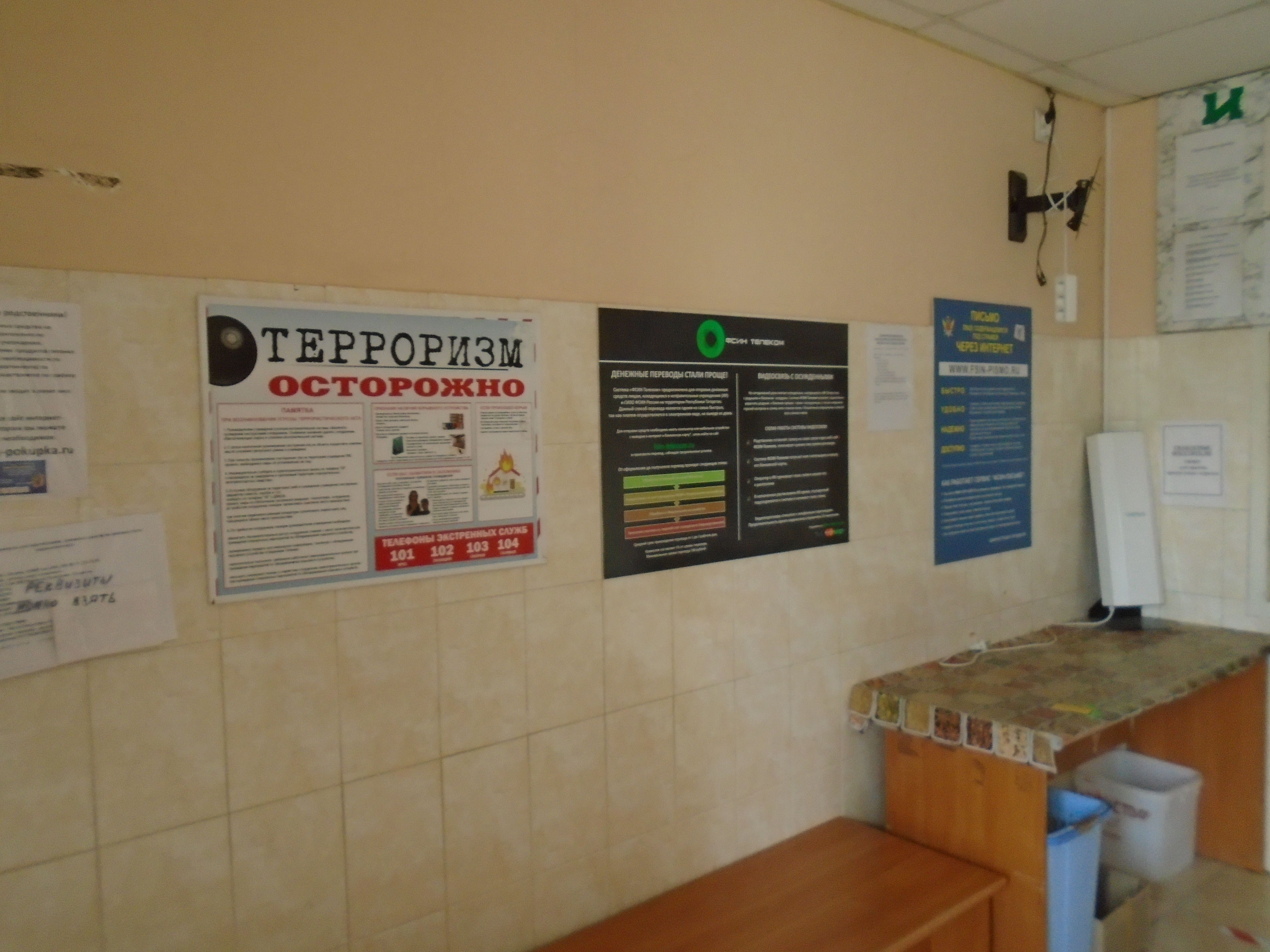
СИЗО № 2 в Казани, 2021 год

Заключённых в СИЗО обеспечивают спальным местом, постельными принадлежностями, полотенцами, посудой и одеждой по сезону. По заявлению заключённого и при отсутствии у него денег, также выдаётся мыло, зубная щётка, зубная паста, одноразовая бритва и средства личной гигиены. Мужчины и женщины размещаются отдельно. В СИЗО люди имеют право находиться на спальном месте в неотведённое для сна время, не расправляя кровати. Они также могут вести электронную переписку при наличии технической возможности. Им может быть предоставлено не более двух краткосрочных свиданий в месяц с родственниками и иными лицами продолжительностью до трех часов каждое. Камеры СИЗО могут быть оборудованы телевизором и холодильником.
Точный распорядок дня устанавливается каждым пенитенциарным учреждением отдельно. Как правило, он включает в себя время на утреннюю проверку, приёмы пищи, а также часовую прогулку. Прогулки проходят в небольших двориках с решётками. Осуждённым короткие свидания разрешены дважды в месяц, в том числе с детьми. С 2021 года заключённые также имеют право на длительные свидания.
В камере 40 человек. Есть хаты и поменьше — на 12 человек. Там ужасно: нет отдельного закутка для туалета, нет душа, негде уединиться, даже на своей кровати чувствуешь себя в окружении людей. Висит телевизор, не вся камера хочет его смотреть, а он постоянно включён, если старший так хочет. А ты книжку хочешь почитать — и хрен почитаешь! В «сорокетнике» такой проблемы нет — все на кухне пялятся в телек. Есть душ, три туалета. Можно спокойно затянуться сигаретой на толчке в одиночестве — хоть какое-то личное пространство. Между шконками места мало, но развернуться можно. Четыре кровати одноместные — для избранных: старосидов или мошенниц, старшая кладёт туда только «денежных» женщин.
Родственники заключённых в СИЗО могут передавать им любые предметы из разрешённого перечня, который каждый изолятор устанавливает отдельно. Московские и подмосковные СИЗО обслуживаются интернет-магазинами, в которых многие вещи и продукты родственники смогут заказать из дома и не занимая очередь в окно для приёма передач. Согласно принятым в 2022 году поправкам, арестантам также разрешено иметь при себе термобельё, выдаваемые на время бритья триммеры, пластиковые многоразовые контейнеры для хранения продуктов, чай и кофе, сухое молоко, пищевые концентраты быстрого приготовления, не требующие кипячения или варки. При обнаружении запрещённых предметов заключённых могут отправить в карцер на срок до 15 суток.
При СИЗО работают библиотеки, поэтому многие заключённые проводят время за чтением книг. В 2022 году ФСИН разрешило арестантам иметь при себе электронные книги. В отдельных учреждениях функционируют тренажёрные залы, а в камерах установлены телевизоры. Планшеты и телефоны в СИЗО запрещены, однако многие заключённые сообщают о нелегальных телефонах, купленных за взятки. Так, только за 8 месяцев 2021 года в учреждениях УИС было изъято около 38,5 тысячи мобильных телефонов.
Даже после назначения наказания в виде лишения свободы в колонии общего режима, отдельные заключённые могут остаться в СИЗО для работы в хозяйственных блоках — приготовления пищи и поддержания порядка. Как правило, это разрешено только тем, кто нарушил закон впервые, совершил нетяжкое преступление и положительно характеризовался в период судебного разбирательства. Учитываются также и профессиональные навыки осуждённого.

### Колонии
Вагон наполняется пассажирами. Слышу, как в соседнем купе тоже проходит шмон. Ко мне заводят попутчиков — одного, второго… Я сдвигаю свои вещи. Заходит третий, четвертый. Купе заполнятся сумками и людьми. Пятый, шестой, седьмой. Люди лезут наверх и укладываются на верхних полках. Внизу, на нижних полках, впритирку умещается по пять человек. Свободное пространство между скамейками и под ними заполняется баулами. В купе набивается восемнадцать человек! Теснота, очень душно. По инструкции конвой может открыть окна только во время движения поезда. Вывести в туалет — тоже только во время движения. На дворе конец июля, жара неимоверная.
Подъём в обеих моих колониях был в 5:30. В правилах внутреннего распорядка есть пункт о том, что заключённому в неотведённые для сна часы запрещено находиться на спальном месте. И находиться — это и сидеть в том числе. Если вас кто-то увидит сидящим на табуретке и читающим книжку — это значит, что вы бездельничаете и вас надо привлечь к чему-то полезному.
Устроено это так. Бетонная конура 2,5 × 3 метра, — описывает политик условия в своём изоляторе. — Чаще всего там невыносимо, потому что холодно и сыро. Вода на полу. У меня пляжный вариант — очень жарко и почти нет воздуха. Форточка крохотная, из-за толщины стен воздух не идёт — даже паутина не шевелится. Вентиляции нет. Ночью лежишь и чувствуешь себя рыбой на берегу. Железная койка пристёгивается к стене, типа как в поезде. Только рычаг, опускающий её, снаружи. В 5 утра у тебя забирают матрас и подушку (это называется «мягкий инвентарь») и поднимают койку. В 9 вечера койку снова опускают и возвращают матрас. Железный стол, железная лавка, раковина, дырка в полу. Под потолком две камеры. Свидания запрещены, письма запрещены, передачи запрещены. Единственное место в тюрьме, где даже курение запрещено. Бумагу и ручку дают на 1 час 15 минут в день. Прогулка — час в такой же камере, но с куском неба. Все время обыски и руки за спиной.
Исправительные колонии являются самым распространённым видом пенитенциарных учреждений в России. Они предназначены для отбывания наказания совершеннолетними заключёнными, приговорёнными судом к лишению свободы. Колонии подразделяются на колонии-поселения и исправительные колонии общего, строгого и особого режимов. Каждая колония полностью изолирована, окружена проволокой, а территория находится под охраной надзирателей и собак. Порядок создания, функционирования и ликвидации исправительных учреждений определяется ФСИН.
Процесс перемещения осуждённого из СИЗО в колонии называется «этап». Обычно ФСИН не сообщает человеку куда его везут. Заключённых помещают в автозак, откуда везут на вокзал и сажают в специальные вагоны. После прибытия в нужный регион, заключённых доставляют в местный СИЗО, где они ожидают финальное этапирование в колонию.
В пределах одной колонии заключённые могут отбывать наказание в различных условиях, в зависимости от тяжести преступления. Обычно в колониях применяются лёгкий, общий и строгий режимы. Каждый из них определяет количество разрешённых свиданий, посылок и разрешённых объём трат с лицевого счёта. Решение о конкретном режиме принимает суд. Условия содержания заключённых зависят от режима, вида исправительного учреждения, расположения, правил местной администрации. Помимо этого, повседневная жизнь в колониях определяется неформальным делением исправительных учреждений на «чёрные», «красные» и «зелёные».
В «чёрных» власть поделена между администрацией и отдельными заключёнными, либо полностью сосредоточена в руках у так называемых «воров в законах». Администрации «чёрных колоний», как правило, закрывают глаза на отдельные нарушения правил внутреннего распорядка.
В «красных» колониях контроль удерживается сотрудниками ФСИН и подконтрольной им группой заключённых. Очевидцы сообщают, что «красные» колонии — наиболее суровые. За каждой секцией надзирают «активисты» или так называемые «красные».
В «зелёных», как правило, содержатся мусульмане. Сообщения о «зелёных» колониях начали появляться в 2000-х, однако их существование пока не подтверждено исследователями и правозащитниками.
Повседневная жизнь заключённых в колониях регулируется правилами внутреннего распорядка (ПВР). Поэтому условия содержания в колониях отличаются друг от друга и во многом зависят от того, какой режим выстраивает администрация.
За нарушение правил внутреннего распорядка заключённых отправляют в специальное отделение — штрафной изолятор (ШИЗО). Максимальный срок содержания в ШИЗО — 15 суток. ШИЗО представляет собой небольшое помещение, где у заключённого нет ни личных вещей, ни продуктов, шконка днём пристёгивается к стене, а книгу или письменные принадлежности выдают на час раз в день. Там запрещены свидания, передачи, телефонные звонки и даже покупка продуктов в тюремном магазине.
Непрерывное заключение в ШИЗО может использоваться как пыточный инструмент. Так, политического заключённого Алексея Навального с августа 2022 практически непрерывно содержали в ШИЗО под нелепыми предлогами (незастёгнутая пуговица; медленно убранные за спину руки; или за то, что «плохо убирал двор»): с 15 августа 2022 по 22 сентября 2023 его отправляли в изолятор 20 раз, суммарно на 220 суток.
Если нарушения продолжаются, то заключённого могут перенаправить в строгие условия отбывания наказания или СУОН. Возможно ужесточение наказания до помещения в помещение камерного типа (ПКТ). Камеры ПКТ, как правило, рассчитаны на четырёх человек и располагаются в отдельном запираемом здании на территории колонии. В ПКТ осуждённым запрещено выходить на территорию колонию, им положено только одно краткосрочное свидание раз в полгода, практически не разрешены звонки. При этом администрация по-прежнему может отправить заключённого в ШИЗО, если посчитает, что он нарушает правила внутреннего распорядка.
Самым строгим видом изоляции является ЕПКТ — единое помещение камерного типа. В нём осуждённый находится в полной изоляции сроком до одного года.
В сентябре 2023 эту меру применили к Алексею Навальному из-за его «неисправимости». При этом адвокатам сложно получить доступ к находящимся в ЕКПТ подзащитным. Изоляция потворствует пыткам. В 2021 году издание The Insider опубликовало расследование о пытках в колонии № 31 в Красноярском крае. Почти все находившиеся в ЕПКТ-31 заключённые (до 200 человек в год) подвергались жестоким пыткам. Среди самых распространённых видов истязания были: выкручивание рук и ног, пока не порвутся связки, битьё киянками по пяткам, надевание на голову пакета и удушение до потери сознания, использование электрошокера в заднем проходе.
Все колонии организованы по одинаковому принципу — площадь объекта поделена на рабочую, жилую и общественную зоны, где проводятся культурные мероприятия. Большинство исправительных колоний имеют барачную систему, заключённые содержатся в общих помещениях, которые напоминают общежития и могут вмещать в себя от 20 до 150 человек в зависимости от режима: общего, строгого или особого. При этом в отличие от СИЗО и тюрем, в колониях заключённые могут передвигаться по территории, иметь организованный досуг и работать. Колонии-поселения не ограждены заборами и проволкой; надзор над заключёнными осуществляется только администрацией колонии. Передвигаться по территории можно свободно. Также заключённые в колониях-поселения могут с разрешения начальства выходить за пределы колонии, но не далее муниципального округа. Работать осуждённые могут как на территории колонии-поселения, так и за пределами.
Подъём во всех колониях предусмотрен примерно в одно и то же время — около 6 утра. В течение дня все заключённые обязаны соблюдать общий режим подъёма, приёма пищи и отбоя, а «свободное» время проводить в общих местах коллективного отдыха или спорта, участвуя в общей деятельности. Находиться в спальнях в промежуток между утренним и вечерним построением нельзя. После подъёма заключённые выходят на зарядку, которая зачастую проводится на огороженной территории при выходе из здания барака. Важной частью повседневной жизни заключённых в колониях является работа, которая осуществляется в промышленной зоне. В большинстве случаев заключённые заняты на швейном производстве, обработке леса или горячего металла. Время привлечения к труду засчитывается в общий трудовой стаж, за работу выплачивают зарплату, часть денег из которой идёт на питание, одежду, коммунально-бытовые услуги. Официально отпуск предоставляют в 12 рабочих дней. Отдельные заключённые могут работать при местных клубах, где проходят культурно-массовые мероприятия.
Душ или баня для заключённых предусмотрены раз в неделю. Также есть отдельные помывочные, в которых осуждённые могут постирать вещи по определённому графику. Однако несмотря на наличие душевых и бань, в некоторые учреждениях часты перебои с водоснабжением или нет горячей воды.
Заключённые не могут пользоваться наличными деньгами, только средствами на их лицевом счету. Источником средств могут быть изъятые при задержании деньги, доходы от работы, пенсии и другие выплаты, а также деньги, пересылаемые родственниками и друзьями заключённого. Лимит трат в магазине исправительного учреждения определяется режимом содержания.

#### Общего режима

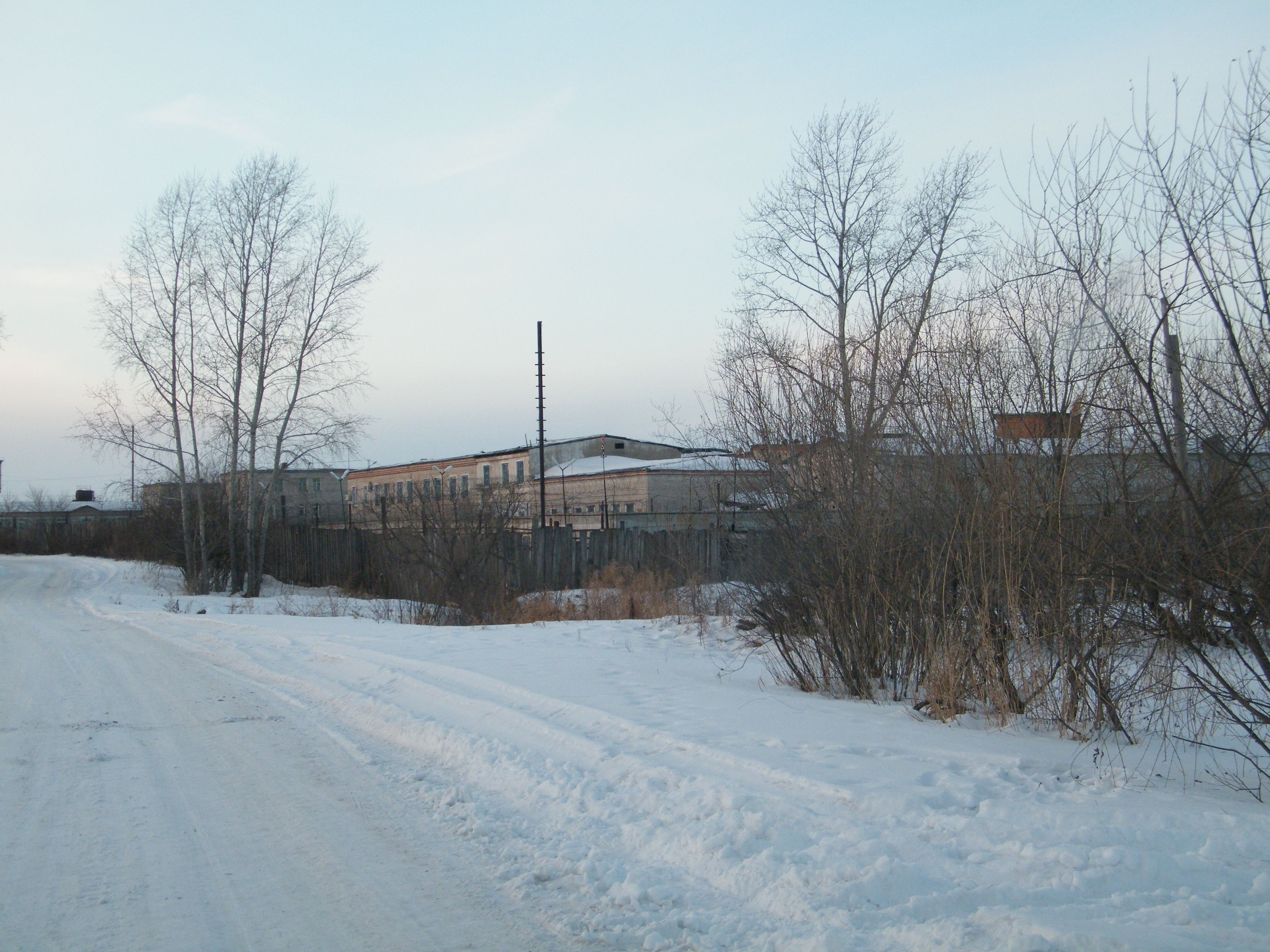
Женская исправительная колония в Хабаровском крае, 2014

Колонии общего режима предназначены для совершивших преступления небольшой или средней тяжести по неосторожности или преднамеренно, а также для тех, кто впервые совершил тяжкое преступление. На начало 2023 года в России насчитывалось 164 колонии общего режима. В этих колониях содержалось более 400 000 человек, или 91,4 % от общего числа лишённых свободы. В колониях общего режима содержатся как мужчины, так и женщины.
Условия содержания в колониях общего режима дополнительно различаются в зависимости от степени тяжести совершённых преступлений. При лёгком режиме осуждённые проживают в общежитиях, где им разрешается расходовать до 60 % от минимального размера оплаты труда с их лицевых счетов. Они имеют право встречаться с близкими в течение 6 краткосрочных и 6 длительных свиданий в год, а также получать 12 посылок и 12 бандеролей в течение года. В отдельных случаях начальник колонии может сократить срок пребывания на 6 месяцев. Кроме того, они могут проживать и работать под надзором администрации исправительного учреждения вне исправительной колонии или совместно с осуждёнными, которым предоставлено право передвижения без конвоя или сопровождения.
Осуждённые к обычным условиям отбытия наказания проживают в общежитиях. Заключённые имеют возможность тратить до 50 % от минимального размера оплаты труда. Кроме того, у заключённых есть право на 4 краткосрочных и 4 длительных свиданий в год, а также на получение 6 посылок и 6 бандеролей в течение года.
Осуждённые к строгим условиям проживают в запираемых помещениях. Им разрешается расходовать только заработанное в период заключения. Кроме того, у них есть право на два краткосрочных и два длительных свидания в год, а также на три посылки или передачи и три бандероли в течение года. Осуждённым также разрешена ежедневная прогулка продолжительностью полтора часа.
Вне зависимости от тяжести совершённого преступления женщины отбывают наказание только в колониях общего режима или колониях-поселениях. При этом на женщин не распространяются ограничения на количество посылок и передач в год. В обычных и облегчённых условиях женщины проживают в общежитиях, а в строгих условиях — в запираемых помещениях. Беременные женщины и женщины с детьми направляются в 13 женских колоний общего режима, где предусмотрены специальные условия. Эти колонии находятся в Мордовии, Красноярском крае, Московской, Нижегородской, Саратовской, Владимирской, Кемеровской, Ростовской областях.
Для женщин предусмотрены более мягкие условия содержания под стражей, чем для мужчин. Их не осуждают на отбывание наказаний в колониях строгого и особого режима. Независимо от тяжести преступления, их отправляют в колонию общего режима или колонию-поселение. Если женщине был назначен строгий режим заключения, она имеет следующие ограничения: запираемое помещение на несколько человек, ограничение на нахождение на свежем воздухе в полтора часа, две встречи с родственниками в год, получение посылок три раза в год. Женские колонии обустроены отдельно от мужских. Если это колония-поселения, то женские колонии могут быть на одной территории, но в разных корпусах.
Заключённым в доступ предоставляются стиральные машины, телевизоры, холодильники, микроволновки, душевые кабинки, баня. В отдельных женских колониях есть парикмахерские, где также работают заключённые. В местном магазине можно купить не только продукты, но и шампуни, гели, дезодоранты, прокладки, мыло, стиральные порошки. В случае если с матерью содержится ребёнок до 3-х лет, то для них доступен детский сад.
Передвижения основной части заключённых ограничены, только осуждённые, занимающие административные должности в самих колониях имеют право на свободу передвижения по территории без ограничений. Размер отряда в колонии обычно составляет в среднем около 130 человек. На территории исправительных колоний также расположены различные сооружения и помещения, такие как комнаты для свиданий, культурные центры, библиотеки, блоки для проживания, кухни, производственные зоны и служебные кабинеты административного персонала. В женских колониях функционируют также детские дома, предоставляющие условия для проживания детей до трёх лет вместе с родителем.

#### Строгого режима

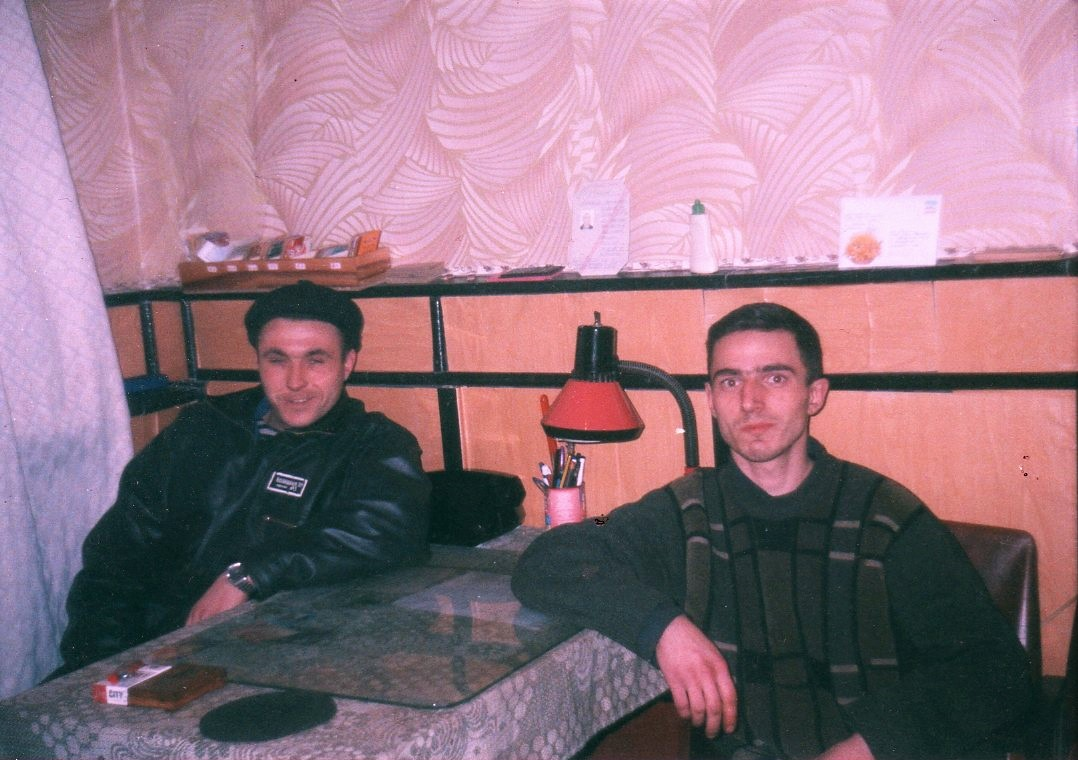
Заключённые колонии строгого режима, 2007 год

В исправительных колониях строгого режима отбывают наказание мужчины, впервые осуждённые за совершение особо тяжких преступлений или при рецидиве преступлений. В колониях строгого режима больше ограничений по сравнению с колониями общего режима.
В облегчённых условиях колоний строгого режима заключённые имеют возможность расходовать до 80 % средств на своих счетах, но не более минимального размера оплаты труда. У них есть право на четыре краткосрочных и четыре длительных свидания в течение года, а также возможность получить до четырёх посылок или передач и до шести бандеролей в течение года.
При обычных условиях содержания в исправительных колониях осуждённые проживают в общежитиях и имеют возможность расходовать до 40 % от средств на приобретение продуктов питания и предметов первой необходимости, но не более минимального размера оплаты труда. У них есть право на три краткосрочных и три длительных свидания в течение года, а также возможность получить до четырёх посылок или передач в течение года.

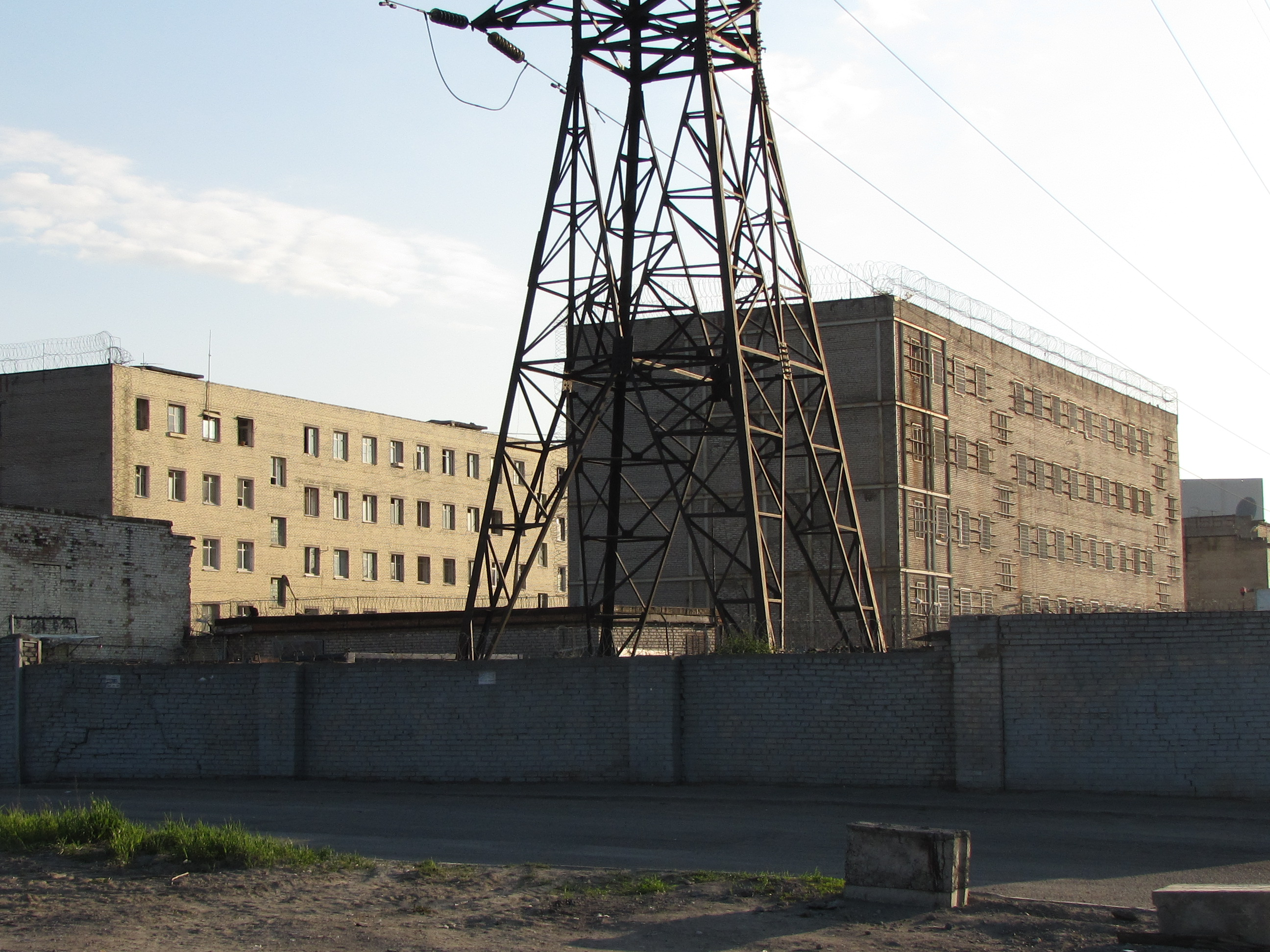
Исправительная колония № 6 строгого режима в 2012 году

Заключённых, находящихся в строгих условиях проживания, содержат в запираемых помещениях. Они могут расходовать заработанные в заключении средства на продукты питания и предметы первой необходимости. Также им предоставляется право на два краткосрочных свидания и одно длительное свидание в течение года. Они могут получать до двух посылок или передач и двух бандеролей в течение года. Кроме того, им разрешается ежедневно прогулка продолжительностью полтора часа.

#### Особого режима

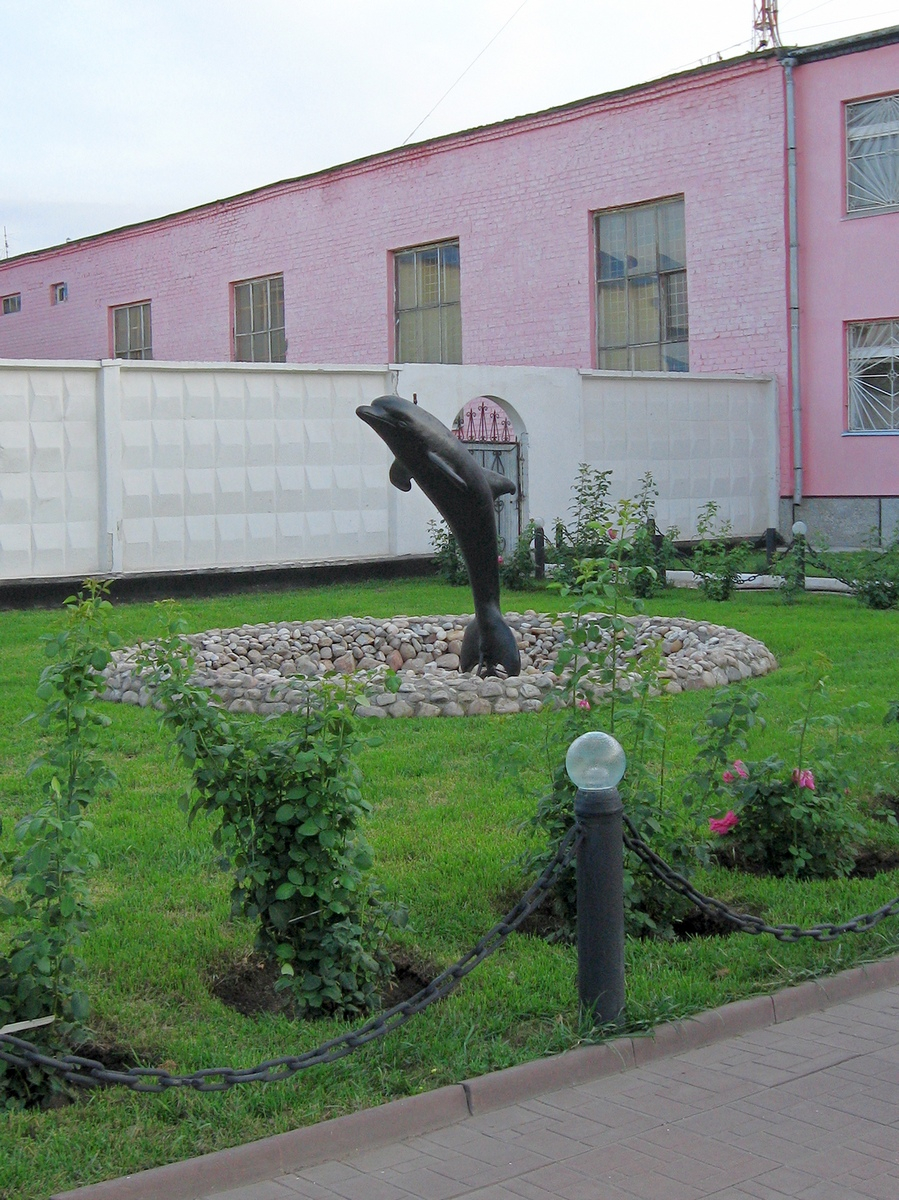
Вид на колонию особого режима «Чёрный дельфин», 2009 год

Колонии особого режима — самые жёсткие по содержанию. Туда попадают приговорённые к пожизненному заключению, смертной казни или совершившие особо опасный рецидив преступлений. При любом перемещении на них надевают наручники. На 2023 год в России было 7 колоний особого режима: «Белый лебедь», «Вологодский пятак», «Мордовская зона», «Торбеевский централ», «Полярная сова», «Снежинка», «Чёрный дельфин». До 2019 года также функционировала колония «Чёрный беркут».
Отбывающие наказание в обычных условиях проживают в общежитиях. Им разрешено ежемесячно тратить до 25 % от минимального размера оплаты труда (МРОТ), а также иметь два краткосрочных и два длительных свидания в течение года. Они также могут получать три посылки или передачи и три бандероли в течение года.
Заключённые, находящиеся в облегчённых условиях, также проживают в общежитиях. Им разрешается расходовать 60 % от МРОТ, иметь шесть свиданий в год, а также получать четыре посылки или передачи и четыре бандероли в течение года.
Осуждённые к пожизненному лишению свободы, а также осуждённые к смертной казни, проживают отдельно. Они находятся в помещениях камерного типа, рассчитанных на двух человек. Они могут расходовать только те средства, которые они заработали в период заключения. Кроме того, им разрешается иметь два краткосрочных свидания в течение года, получать одну посылку и одну бандероль в течение года, а также пользоваться ежедневной прогулкой продолжительностью полтора часа.

#### Колонии-поселения
Колонии-поселения считаются наиболее мягкой формой отбывания наказания. Они разделяются на два вида. В колониях-поселениях для осуждённых за преступления по неосторожности отбывают наказания лица, срок лишения свободы которых не превышает 5 лет. Другой вид — колонии-поселения для положительно характеризующихся осуждённых. Сюда переводят из колоний общего и строгого режимов в соответствии с порядком, установленным статьёй 78 Уголовно-исполнительного кодекса РФ. На 2023 год в стране действовали 94 колонии-поселения.
В обоих видах колоний-поселений условия содержания осуждённых одинаковы. Женщины и мужчины могут проживать вместе. В колониях-поселениях отсутствует охрана, но присутствует надзирающая администрация. Заключённые могут свободно передвигаться по территории между подъёмом и отбоем. По необходимости (например, из-за работы или учёбы) администрация колонии может выдать разрешение на передвижение заключённых без конвоя. Кроме того, заключённым разрешено носить гражданскую одежду, иметь при себе деньги и ценные вещи, а также свободно распоряжаться деньгами без ограничений. Они также могут получать посылки, передачи и бандероли. Большую роль в организации жизни в колонии-поселении играет начальник отряда, который отвечает не только за бытовые вопросы, но и за социальные и психологические аспекты. Начальник отряда осуществляет контроль за соблюдением правил и режима, урегулирование конфликтов, а также обеспечивает необходимую поддержку и содействие осуждённым в их адаптации к жизни в учреждении. Он также отвечает за создание благоприятной атмосферы и обеспечение безопасности внутри колонии-поселения.
Осуждённым, которые не нарушают установленный порядок отбывания наказания и имеют семьи, по постановлению начальника колонии-поселения может быть разрешено проживание со своими семьями в арендованных или собственных жилых помещениях на территории колонии-поселения или за её пределами. При этом они обязаны являться в колонию-поселение для регистрации до четырёх раз в месяц. Периодичность регистрации определяется постановлением начальника колонии-поселения. Представители администрации могут посещать жилые помещения, в которых проживают осуждённые с семьями.
Осуждённые могут получать заочное образование в образовательных учреждениях высшего и среднего профессионального образования, которые находятся на территории соответствующего административно-территориального образования. Это позволяет осуждённым продолжить своё образование и приобрести новые знания и навыки во время нахождения в колонии-поселении.

#### Воспитательные
В воспитательных колониях отбывают наказание несовершеннолетние лица. После достижения 18 лет их отправляют в места содержания для совершеннолетних. Уголовная ответственность в России наступает с 16 лет, однако есть ряд преступлений, за которые человека могут осудить с 14.
После достижения 18 лет их могут либо отправить в места содержания для совершеннолетних, либо оставить в воспитательной колонии до окончания срока наказания.
На 2023 год в России насчитывалось 13 воспитательных колоний. В них отбывало наказание около 880 подростков. Согласно российскому законодательству, несовершеннолетние заключённые получают среднее образование в школах при колониях. В школах работают обычные учителя из средних школ. В конце обучения осуждённые сдают ГВЭ — упрощённую версию ЕГЭ, благодаря которой подростки получают аттестат о среднем общем образовании. Помимо обычных школ в воспитательных колониях есть ещё и своего рода училища, где подростки могут получить аналог среднего профессионального образования.

### Тюрьма
В российских тюрьмах содержатся приговорённые к лишению свободы за совершение особо тяжких преступлений и за особо опасные рецидивы. Кроме того, в тюрьмы направляются злостные нарушители из исправительных колоний. Условия отбывания в тюрьмах строже, чем в остальных местах лишения свободы. На 2023 год в России функционировало 7 тюрем.
Заключение в тюрьме считается более строгим наказанием, чем проживание в колонии. В тюрьмах заключённые находятся в помещениях камерного типа. В отличие от колоний, в тюрьмах заключённые не могут передвигаться по территории учреждения. Большинство времени они проводят в закрытых помещениях.
Тюрьма — это помещение камерного типа, где осуждённые отбывают наказание. В отличие от заключённых в колониях, им запрещено работать, и у них нет возможности свободно перемещаться и общаться. Заключённые содержатся в запираемых общих или одиночных камерах.
В тюрьмах также существуют общий и строгий режимы. Строгий режим присуждают по решению суда или при переводе с общего. Строгий режим не разрешён для беременных, женщин с малолетними детьми и инвалидов первой или второй группы. Осуждённые могут быть переведены со строгого на общий режим минимум через год содержания.
Тюрьмы, как правило, окружены высокими стенами и заборами, а их территорию патрулирует вооружённая охрана и собаки. Осуждённые содержатся в камерах от 5 до 30 человек. Их конвоируют на прогулку одновременно в дневное время на специально оборудованной открытой территории тюрьмы. При нарушении внутреннего распорядка прогулку прерывают досрочно.

### Исправительные центры
В исправительных центрах (ИЦ) отбывают наказания заключённые, приговорённые к принудительным исправительным работам. Там могут проживать и мужчины, и женщины. Принудительные работы являются альтернативой лишению свободы за преступления небольшой или средней тяжести и считаются более мягким наказанием, чем лишение свободы. Как правило, они назначаются на срок от двух месяцев до пяти лет. В ИЦ можно попасть и после смягчения наказания, после того как заключённый пробыл нескольких лет в колонии. Во время отбывания наказания заключённые проживают в исправительных центрах и работают на определяемом администрацией предприятии. Отбывание наказания происходит в пределах территориального субъекта России, в котором проживал или был осуждён человек. Осуждённые имеют право на отпуск до 18 календарных дней в году, а также могут пользоваться гаджетами с интернетом.
Заключённые проживают в общежитиях и получают зарплату, из которой оплачивают своё питание, коммунальные услуги и прочие нужды. Часть заработанной платы может удерживаться в доход государства, если это установлено приговором суда. Они имеют право на встречи с родственниками, а также сохраняют право на голосование.
Первые исправительные центры на территории России были созданы в 2017 году в Ставропольском и Приморском краях, Тамбовской и Тюменской областях. На 2023 год функционировало 46 заведений. К сентябрю 2024 года ФСИН сообщила о 369 действующих исправительных центров.

### ЛИУ и ЛПУ
В лечебно-исправительных учреждениях (ЛИУ) содержатся лица, приговорённые к лишению свободы и страдающие наркоманией или алкоголизмом. ЛИУ предоставляют программы лечения и реабилитации, включая курсы, лекции, психологическую помощь и занятия по профессиональной адаптации. На 2023 год правовой статус ЛИУ до конца не определён — УК РФ не определяет категории осуждённых, отбывающих лишение свободы в ЛИУ.
В лечебно-профилактических учреждениях (ЛПУ) содержатся заключённые для амбулаторного лечения. К ЛПУ относятся больницы, специальные психиатрические и туберкулёзные медцентры. Заключённые проходят лечебно-диагностические мероприятия, их проверка производится по изолированным участкам или палатам при подсчёте и пофамильной перекличке не реже двух раз в сутки. Длительные свидания предоставляются по нормам, установленным для соответствующего вида режима исправительного учреждения. При наличии медицинских противопоказаний у осуждённых длительные свидания могут быть отсрочены до снятия данного противопоказания. Труд осуждённых организуется в соответствии с медицинскими показаниями, степенью трудоспособности и возможностью их трудоиспользования в условиях ЛИУ.
На 2023 год в России функционировали 51 ЛИУ и 23 ЛПУ.

## Статистика
Статистические данные о состоянии пенитенциарной системы в России поступали из трёх основных источников: официальной статистики ФСИН, отчётов Совета Европы, а также от независимых докладов правозащитных организаций. Однако ФСИН является одной из самых закрытых и непрозрачных структур в системе исполнительной власти, поэтому предоставляемая службой статистика может быть неполной и неточной. С января 2023 года ФСИН стала реже обновлять статистику. Помимо этого, отчёты Совета Европы составлялись Лозаннским университетом на основе полученных у ФСИН данных. При этом Лозаннский университет не собирал информацию с оккупированных Россией территорий, включая Крымский полуостров. После выхода России из Совета Европы в марте 2022 года пенитенциарные учреждения страны больше не включаются в ежегодную аналитику.

### Общая численность
| Год  | Общая численность заключённых | Доля заключённых на 100 тыс. населения |
| ---- | ----------------------------- | -------------------------------------- |
| 2000 | 1,060,404                     | 729                                    |
| 2002 | 980,151                       | 675                                    |
| 2004 | 847,004                       | 588                                    |
| 2006 | 823,403                       | 577                                    |
| 2008 | 883,436                       | 622                                    |
| 2010 | 864,197                       | 609                                    |
| 2012 | 755,651                       | 528                                    |
| 2014 | 677,287                       | 471                                    |
| 2016 | 646,085                       | 448                                    |
| 2018 | 602,176                       | 416                                    |
| 2020 | 523,928                       | 363                                    |
| 2021 | 472 226                       | 327                                    |
| 2022 | 468 237                       | 324                                    |
| 2023 | 433,000                       | 300                                    |

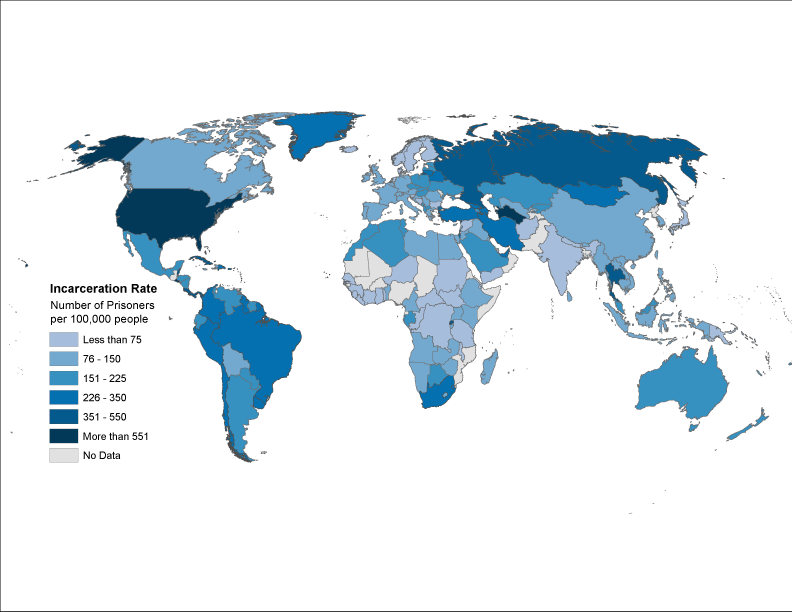
Цветовая дифференциация стран в зависимости от числа заключённых на сто тысяч населения, 2016 год

По состоянию на 1 января 2023 года в исправительных учреждениях находились 433 тысячи человек. На 2021 год общая вместимость учреждений для отбывания наказания в стране составила 755 345 мест, а на одного сотрудника пенитенциарной системы приходилось 9,1 заключённых.
При этом Россия занимает лидирующие позиции среди европейских стран по количеству заключённых в расчёте на душу населения. С начала 2000-х страна была абсолютным лидером по этому показателю, он достиг своего пика в 2008 году, когда количество людей в заключении на 100 тыс. населения составило 625 (всего 887,7 тыс. человек). На 2023 год Россия занимала третье место по проценту заключённых, по этому показателю лидировали Турция (425) и Беларусь (345).
С тех пор число заключённых устойчиво снижается. В период с 2010 по 2021 год в расчёте на душу населения количество заключённых в России уменьшилось на 38,1 %. В 2018 году было зарегистрировано 416 заключённых на 100 000 населения. С началом пандемии коронавируса исследователи зафиксировали снижение количества осуждённых по всему миру. Только в России сокращение составило 40 000 или 7,9 %. К 2021 году показатель снизился до 328 (482 832). На тот год средний показатель среди европейских стран составлял 102,5 заключённых на душу населения. В 2022-м сообщалось уже о 328 заключенных на 100 тыс. жителей.
Снижение количества заключённых связано с рядом причин. Во-первых, с растущим количеством приговорённых к альтернативным видам наказания — с 2010 по 2020-й год их доля выросла с 32 % до 44-46 %. При этом процент осуждённых на реальный срок остаётся стабильным — 29-33 % от всех преступлений. В 2019 году к срокам до пяти лет приговорили 84 % подсудимых — столько же, сколько в 2015-м и на 6 % больше, чем в 2010-м. Во-вторых, на снижение количества заключённых повлияла частичная декриминализация мелких хищений на сумму до тысячи рублей. С 2016 года совершившим такое преступление грозит административный штраф, а не тюрьма. В-третьих, убыли тюремного населения способствовала декриминализация домашнего насилия.
По подсчётам правозащитников, за 2022 год количество заключённых сократилось на 32 000 человек. Этот резкий спад исследователи объясняют рекрутированием заключённых в ЧВК «Вагнер» для участия в войне против Украины. ФСИН объясняет снижение числа заключённых более частым применением альтернативных наказаний и общей «либерализацией» уголовно-исполнительной политики. В октябре 2023 года «Медиазона», основываясь на заявлении заместителя министра юстиции РФ Всеволода Вуколова, сообщила, что количество заключённых в российских колониях за 2023 год сократилось более чем на 54 тысячи человек.

### Женщины
Россия входит в число лидирующих стран по доле женского населения в исправительных учреждениях — они составляют 8-12 % всех заключённых. В Европе аналогичный показатель составляет 5 %. При этом женщины в 10 раз реже мужчин нарушают законы. На 2022 год в российских колониях находилось около 340 000 человек, из которых 30 000 — женщины. При этом согласно данным ФСИН, с 2016 года количество женщин в их учреждениях снизилось на 9,9 %.

### Дети
Лица, не достигшие совершеннолетия, могут находиться в российских исправительных учреждениях в двух случаях: если они родились в местах лишения свободы или если они совершили преступление в возрасте уголовной ответственности (старше 16 лет). В первом случае они проживают с матерями в общей камере или в домах ребёнка при колонии, во втором — отбывают наказание в колониях для несовершеннолетних. На 2020 год 423 ребёнка в возрасте до трёх лет проживали с матерями в местах лишения свободы. На конец 2022 года в российских колониях проживало более 300 детей. При этом точное количество беременных женщин, отбывающих наказание, неизвестно.
Начиная с 2000-х общая численность отбывающих наказание несовершеннолетних также снижается. Так, в 1995 году число подростков, содержавшихся в воспитательных колониях, составляло 20,8 тысячи, в следственных изоляторах и тюрьмах — 19,7 тыс., в 2000 году — соответственно, 17,2 и 11,1 тыс., в 2005 году — 14,5 и 8,2 тыс.. На начало 2022 года в 18 воспитательных колониях для несовершеннолетних отбывали наказание 842 подростка. В следственных изоляторах и тюрьмах, а также в помещениях, функционирующих в режиме СИЗО и тюрем, содержалась ещё 822 несовершеннолетних.

### Политические заключённые
Статистику политических заключённых в России ведут сразу несколько правозащитных организаций. Так, «Мемориал» ведёт наблюдение с 2009 года. Под политзаключёнными организация понимает всех людей, которые подверглись уголовному преследованию за реализацию своих гражданских прав или в связи с принадлежностью к какой-либо группе из-за их убеждений и взглядов, а также людей, которых преследуют с нарушением законов или явно избирательно по политическому мотиву.
С 2009 по 2022 год количество политзаключённых значительно выросло. Если на 2018-й «Мемориал» признавал 181 заключённых политическими, то на 5 апреля 2023 года — 553 человека. Из них 48 находились в заключении в связи с антивоенными выступлениями. Кроме того, ещё как минимум 27 человек были осуждены за свободное выражение мнения. Не менее 32 человек — в связи с реализацией своего права на свободу объединения. Помимо этого, 409 человек преследовали по религиозным мотивам (Свидетели Иеговы, движение «Хизб-ут Тахрир» и другие), ещё 565 человек подвергались преследованию, но без лишения свободы.
После полномасштабного вторжения России в Украину в феврале 2022 года политические преследования ужесточили из-за принятия двух статей УК, предусматривающих уголовную ответственность за антивоенные высказывания (207.3 и 280.3). Согласно правозащитнице Ольге Романовой, статья 207.3 («Публичное распространение заведомо ложной информации об использовании Вооруженных Сил Российской Федерации, исполнении государственными органами Российской Федерации своих полномочий») используется чаще всего. В числе прочих, по ней осудили политика Илью Яшина и муниципального депутата Алексея Горинова. Согласно данным ОВД-Инфо, за 2022 год в России было проведено свыше 21 тысячи задержаний и открыто около 370 уголовных дел за антивоенные высказывания и выступления.
При этом официально Россия отрицает наличие политических заключённых в стране. Однако согласно опросу Левада-Центра, проведённому в 2020 году, 2/3 россиян признавали наличие политзаключённых в стране.

### Длительность наказания
Россия является одной из стран-лидеров по среднему сроку лишения свободы. В 2020 году он составлял 29 месяцев (среди европейских стран — 12,4 месяцев). Выше России в списках были только Азербайджан (34,6 месяца), Португалия (31,4 месяца) и Молдова (30,5). При этом количество оправдательных приговоров остаётся очень низким — из 614 726 обвиняемых в 2022 году оправдали только 0,33 %. По мнению экспертов, практика лишения свободы обвиняемых до суда (в ожидании приговора) и в качестве наказания практикуется в России необоснованно часто. Если в среднем по Европе 37 % заключённых проводят в тюрьме более 5 лет, то в России этот показатель составляет 58 %.

### Условно-досрочное освобождение
Начиная с 2010 года в России сокращается количество условно-досрочно освобожденных (УДО). До этого практика УДО в России считалась достаточно гуманной — суды удовлетворяли около половины ходатайств. Если в 2004—2005 годах удовлетворялось до 80-90 % ходатайств, то в 2010 году 57 %, в 2011 — 56 %, 2012 — 51 %, 2013 — 46 %, то в 2014 году — 41 %. За первую половину 2021 года было удовлетворено только чуть более 40 % ходатайств об УДО, а об освобождении по болезни — только 27 %. За 2022 год суды удовлетворили только 39 % ходатайств. Эксперты «Независимой газеты» указывают на негативную тенденцию ужесточения карательной системы в России. Суды не проявляют гуманизм и находят причины не выпускать заключённых, имеющих право претендовать на условно-досрочное освобождение.

### Смертность
Россия лидирует среди европейских стран по показателям смертности и количеству самоубийств среди заключённых. Так, с 2003 по 2015 год процент смертности вырос на 20 % из расчёта на 10 тысяч человек. В 2014 году было зарегистрировано 4097 смертей, из которых 404 — самоубийства. Показатель уровня смертности составил 61,1, что в два раза выше среднего показателя среди европейских стран. В 2017 году Совет Европы зафиксировал в России наиболее высокий уровень смертности и самоубийств среди заключённых. В 2019 году ФСИН отчиталась, что с 2014 года смертность среди российских заключённых снизилась на 30 %. По сравнению с 2018-м, в 2019 году произошло снижение на 11,1 % (с 3071 умершего в 2017 году до 2729 — в 2018 году). При этом смертность от туберкулёза снизилась на 38,6 % (43 человека), от ВИЧ-инфекций — на 24,2 % (696 человек), от сердечно-сосудистых заболеваний — на 1,5 % (673), от онкозаболеваний — на 5,9 % (303). Однако после 2019 года показатель смертности среди заключённых снова вырос. В 2020 году в местах лишения свободы умерло около 2,5 тысячи человек или почти каждый 200-й осуждённый. В основном — мужчины в возрасте от 20 до 50 лет. В 2020 году средний уровень смертности в тюрьмах стран Совета Европы составил на 10 тысяч заключённых 27 смертей, а в России этот показатель — около 47 смертей.
По мнению правозащитников, проблема высокой смертности среди российских заключённых стоит особенно остро. Несмотря на то, что российский показатель смертности на 10 тысяч заключённых практически равен среднему показателю по всем странам-членам Совета Европы (47,7), он на более чем на 70 % превышает медианное значение, равное 27,2. Это означает, что в половине исследованных стран смертность среди заключённых ниже этой цифры. Большинство заключённых (или около 80 %) умирают от болезней, второй по частоте причиной является суициды, затем — убийства. При этом в России самоубийства в два раза чаще совершаются среди заключённых, чем среди тех, кто находится на свободе. Это связано и с тем, что в российской тюрьме почти не оказывают психологическую помощь — на одну колонию или СИЗО работают только 2-3 психолога.

### Преступления
Начиная с конца перестроечного времени в России наблюдалась тенденция к росту преступности. На это влияли не только изменения в социально-экономической ситуации в стране, но и реформирование законодательства и правоприменительной практики. После распада СССР преступность в России значительно выросла — с 1,8 млн зарегистрированных преступлений в 1990 году до 2,8 млн в 1992-93 годах. После небольшого спада в 1997—1998 годах уровень преступности снова возрос в 1999—2001 годах до 3 млн случаев в год. В 2002 году в России вступил в силу новый Уголовно-процессуальный кодекс, из-за чего число нарушений закона, которые квалифицируются как преступления, снизилось. Однако вскоре рост снова возобновился. На 2006 год пришёлся пик количества преступлений — в год было зарегистрировано более 3,8 млн случаев. Таким образом с 1990 года по 2006-й количество зарегистрированных преступлений увеличилось в 2,1 раза.
После 2006 года число регистрируемых преступлений начало снижаться. Так, в 2014 году было зарегистрировано менее 2,1 млн случаев нарушения закона, что стало наименьшим показателем с 1991 года. После того как в 2015 году число преступлений несколько повысилось (до 2532 преступлений на 100 тысяч человек), снижение продолжилось. В 2018 году правоохранительные органы зафиксировали 1,9 млн правонарушений, что на 3 % меньше, чем в 2017 году, и на 49 % меньше, чем в 2006 году. Это стало самым низким показателем с 1991 года. За 2019 год зарегистрировано 1999,1 тысячи преступлений на 100 тыс. населения, а в 2020—2044,2. В 2021—2022 годах умеренное снижение числа зарегистрированных преступлений возобновилось. В 2022 году, по данным МВД России, было зарегистрировано 1,9 млн нарушений закона. В 2019—2020 годах был зарегистрирован рост преступности. В целом с 2011 по 2021 год число зарегистрированных преступлений сократилось на 15 %.
На 2019 год 42 % от всех зарегистрированных преступлений составили хищения чужого имущества. Из них около 572,3 тысяч случаев краж, 14 тысяч мелких хищений, 12 тысяч случаев присвоения или растраты, 34,9 тысяч случаев грабежей и 4,9 тысяч разбоев. Количество тяжких преступлений увеличилось на 16,3 %, а особо тяжких — уменьшилось на 4,1 %. Согласно данным Генпрокуратуры, уличная преступность сократилась — на улицах совершается каждое пятое преступление, а их удельный вес в общем числе зарегистрированных преступлений составляет 1/5.
Уровень преступности заметно различается по регионам России. В 2006 году, когда было зарегистрированы наиболее высокие показатели преступности, вариация по регионам и субъектам федерации могла достигать до 4540 преступлений в расчёте на 100 тысяч человек постоянного населения. Если в среднем по России уровень преступности в 2020 году составил 1396 на 100 тысяч человек, то в 9 регионах уровень преступности превысил 2000 случаев на 100 тысяч человек. На 2019 год рост преступности был отмечен в 48 регионах страны, включая Северную Осетию, Адыгею, Татарстан, Чеченскую и Кабардино-Балкарскую республики. Одновременно с этим снизилось количество преступлений в 37 регионах, включая Дагестан, Ненецкий автономный округ, Тыву, Калужскую область. На 2021 год значительное увеличение количества преступлений было отмечено в Санкт-Петербурге — рост составил 28,6 %. По данным за 2019—2022 год, одним из самых криминогенных регионов оставалась Тыва — республика удерживает абсолютное лидерство по числу убийств и покушений на убийства. В абсолютных цифрах безоговорочный лидер по числу преступлений — Москва.
Согласно официальной статистике ФСИН за 2021 год, относительно 2020-го на 3,8 % уменьшилось число убийств и покушений на убийство, количество умышленных причинений тяжкого вреда здоровью — на 11,9 %. Количество грабежей сократилось на 22,6 %, разбоев — на 20 %, квартирных краж — на 22,6 % и краж транспортных средств — на 32,7 %. Благодаря профилактической работе на 18,1 % снизилось количество преступлений, совершенных несовершеннолетними и при их участии. На 5,7 % стало меньше уголовных преступлений, совершенных в состоянии алкогольного опьянения, и на 11 % — в состоянии наркотического опьянения. На 6,8 % сократилось количество фактов умышленного причинения тяжкого вреда здоровью, на 4,6 % — причинения вреда здоровью средней тяжести и на 2,4 % — лёгкого вреда здоровью. Однако уже в 2022-м году, только по официальным данным, в России на 30 % выросло число преступлений с использованиями оружия. Как правило, преступления были совершены в приграничных регионах России.
По состоянию на 2020 год, реальные сроки наказания в виде заключения под стражу получали только 29 % осуждённых.
| Вид преступления     | Количество отбывающих наказание |
| -------------------- | ------------------------------- |
| Наркотики            | 120,000                         |
| Убийства             | 84,000                          |
| Кражи                | 64,000                          |
| Нападение и избиение | 25,000                          |
| Изнасилование        | 20,000                          |
| Грабёж               | 20,000                          |
| Другие причины       | 87,177                          |

На одного осуждённого страна тратит меньше всего денег среди европейских государств: средняя сумма расходов по Европе на заключённого составляет 64,4 евро в день, в России — 2,8 евро. При этом у российской тюремной системы самый большой в Европе бюджет — около 4,2 млрд евро.

### Побеги
С 1994 по 2019 год количество побегов из российских тюрем снизилось в 140 раз. В 2019 году был зарегистрирован только один побег. Для сравнения, в 1994 году было совершено 140 побегов из-под охраны. В 2000 году — 25 побегов, а в 2016-м — 5. В эту статистику не входят побеги или попытки побегов из колоний-поселений, где осуждённые находятся не под охраной, а лишь под надзором. Согласно статистике за 2022 год, из российских СИЗО и колоний впервые никто не сбежал.

## Использование труда заключённых

### Правовая основа
На 2023 год правовой характер труда заключённых в России остаётся неопределённым, вызывая разногласия в трактовке среди юристов. В соответствии с Уголовно-исполнительным кодексом (статья 103 УИК РФ), труд заключённых является обязательным, и отказ от участия в трудовой деятельности рассматривается как нарушение режима исполнения наказания. Трудовая деятельность признается одним из ключевых методов реабилитации заключённых, поэтому исправительные учреждения обязаны привлекать осуждённых к труду, учитывая их пол, возраст, трудоспособность, состояние здоровья и специальность. Однако согласно Конституции РФ и Трудовому кодексу РФ, труд является правом, а не обязанностью.
Труд заключённых не регламентируется Уголовно-исполнительным кодексом, так как предполагается, что нормативные аспекты этой сферы определены Трудовым кодексом. Однако в ТК РФ также отсутствуют положения об использовании труда заключённых. Поэтому нормативы оплаты труда осуждённых и нормы производительности устанавливаются руководством колоний и не обнародуются. Так, трудовые договоры с заключёнными заключают лишь в 30 % регионов. Например, в Пермском крае пенитенциарные учреждения не вступают в договорные отношения, так как для заключения трудового соглашения требуется волеизъявление обеих сторон, однако обязательный характер труда заключённых делает это невозможным. В пенитенциарных учреждениях Томской области, наоборот, трудовые договоры заключаются в обязательном порядке. Максимальная продолжительность рабочего дня или недели также устанавливается на основе административных постановлений с учётом местной трактовки правовых аспектов.

### Рабочие места и заработная плата
Вся моя бригада в швейном цехе работает по 16-17 часов в день. С 7:30 до 0:30. Сон — в лучшем случае часа четыре в день. Выходной случается раз в полтора месяца. Почти все воскресенья — рабочие. Осуждённые пишут заявления на выход на работу в выходной с формулировкой «по собственному желанию». На деле, конечно, никакого желания нет. Но эти заявления пишутся в приказном порядке по требованию начальства и зэчек, транслирующих волю начальства.
Мечтающая только о сне и глотке чая, измученная, задёрганная, грязная, осуждённая становится послушным материалом в руках администрации, рассматривающей нас исключительно в качестве бесплатной рабсилы. Так, в июне 2013 года моя зарплата составила 29 (двадцать девять!) рублей. При этом в день бригада отшивает 150 полицейских костюмов. Куда идут деньги, полученные за них?
На полную замену оборудования лагерю несколько раз выделяли деньги. Однако начальство лишь перекрашивало швейные машины руками осуждённых. Мы шьём на морально и физически устаревшем оборудовании. Согласно Трудовому кодексу, в случае несоответствия уровня оборудования современным промышленным стандартам нормы выработки должны быть снижены по сравнению с типовыми отраслевыми нормами. Но нормы лишь увеличиваются. Скачкообразно и внезапно. «Покажешь им, что можешь дать 100 костюмов, так они повысят базу до 120!» — говорят бывалые мотористки. А не давать ты не можешь — иначе будет наказан весь отряд, вся бригада. Наказан, например, многочасовым коллективным стоянием на плацу. Без права посещения туалета. Без права сделать глоток воды.
Согласно Уголовно-исполнительному кодексу, администрация пенитенциарных учреждений обязана обеспечить заключённых трудовыми местами, «исходя из наличия рабочих мест». В первую очередь трудоустраивают тех, кто был приговорён судом к выплате компенсаций. Но из-за нехватки рабочих мест, их получают те, кто якобы «проявляют стимул к труду». По мнению правозащитника Андрея Бабушкина, в пенитенциарных учреждениях работают три основные категории заключённых: кто стремится получить условно-досрочное освобождение; кто не получает денежных переводов с воли и стремится улучшить материальное положение; а также «энтузиасты». В 2018 году работой были обеспечены только около 25-30 % заключённых. Согласно данным ФСИН, к 2023 году трудоустроены были 70 %. При этом, согласно российскому законодательству, для 81 % заключённых трудовая деятельность является обязательной. Остальные освобождены от труда по состоянию здоровья или другим причинам.
Согласно российскому законодательству, при полном рабочем дне заключённые не могут получать меньше минимального размера оплаты труда (МРОТ). На 2023 год размер МРОТ составлял 16 242 рублей, но 75 % этой суммы удерживает государство на оплату содержания заключённого, погашение задолженностей или алиментов. Заработная плата перечисляется на счет осуждённого. Осуждённые могут работать неполный день или по сдельной оплате, тогда сумма заработка может быть значительно ниже МРОТ. При этом при зачислении зарплаты не учитывается квалификация работ — рабочие 1 и 3 разрядов получают одинаково. Это приводит к тому, что у многих осуждённых отсутствует мотивация работать.
По данным Минюста, на 2017 год осуждённые получали в среднем 229 рублей в день. Согласно ФСИН, средний заработок осуждённых в России на 2019 год составлял 4,8 тысяч рублей в месяц. В 2021 году ФСИН доложил о средней зарплате заключённых в 20-24 тысячи. Однако правозащитники указывают на то, что размер заработной платы варьируется от заключённого к заключённому. Согласно правозащитнику Владимиру Осечкину, усреднять заработную плату нельзя, поскольку одни заключённые получают зарплату в 30-50 рублей в месяц, а другие — 5-6 тысяч. Так, участница группы Pussy Riot Надежда Толоконникова, отбывавшая наказание в мордовской колонии № 14, писала, что заключённые зарабатывают в месяц 29 рублей при 16-17 часовом рабочем дне. Как сообщает «Русь Сидящая», низкая оплата труда в колониях является одной из самых частых жалоб среди заключённых. На 2022 год, многие осуждённые по-прежнему получали несколько сотен рублей в месяц за полный рабочий день.
Заработная плата осуждённых к принудительным работам может быть значительно выше, поскольку она не привязана к МРОТ. В 2021 году ФСИН заявило, что отдельные заключённые в Белгородской, Волгоградской и Новгородской областях и в Приморском крае получали от 80 тысяч до 224 тысяч рублей.

### ФСИН
ФСИН является одним из крупнейших работодателей в стране. Начиная с 2000-х при ФСИН были учреждены унитарные предприятия (ФГУП) для обеспечения работой заключённых и снабжения колонии едой по приемлемой цене. На 2021 год в состав ФСИН входили более 35 ФГУПов, выпускающих одежду, обувь, мебель, спецавтотранспорт, прицепы, стройматериалы, трубы, арматуру, продукты. Каждый ФГУП имеет свой профиль. Так, в Красноярском крае местный ФГУП занимается лесозаготовками, а в Санкт-Петербурге — заготовкой рыбных консервов. Основными заказчиками являются сама ФСИН, МВД и Министерство обороны Российской Федерации. Так, ежегодно Минобороны размещает заказы на вещевое имущество примерно на 12 млрд рублей. Эти заказы достаются посредникам или частным предпринимателям, которые размещают своё производство при колониях. На 2019 год, на ведомственные ФГУПы пришлось 54 % всех поставок для ФСИН.
Такая система способствует распространению системной коррупции. Например, законодательно установлено, что руководитель ФГУПа не может действовать как учредитель юридического лица и заниматься предпринимательской деятельностью. Он также обязан декларировать свои доходы, согласовывать сделки с конфликтом интересов и соблюдать ограничения на трудоустройство своих родственников. Тем не менее, данные ограничения не распространяются на лиц, исполняющих его обязанности. На 2023-й минимум 84 руководителя ФГУПов поочерёдно занимали позицию «исполняющего обязанности», порой руководя несколькими предприятиями, разделёнными тысячами километров. Это позволяло им обойти ограничения, связанные с коммерческой деятельностью и конфликтом интересов.
До 2013 года организации напрямую заключали рабочие контракты с учреждениями ФСИН. Например, ИК-52 поставляла в другие свердловские колонии пшеничную муку, овощи и спецодежду для осуждённых. Колония также сотрудничала с районными больницами, МВД России, другими учреждениями пенитенциарной системы других регионов. ИК-47 шила халаты и пижамы для Нижневартовской психоневрологической больницы. В 2014 году при ФСИН были созданы «Торговые дома ФСИН» (ТД ФСИН). Торговые дома объединили все существующие ФГУПы, выступив связывающим звеном между заказчиками (чаще всего это госструктуры) и производителями (предприятия ФСИН). Заказчики также могут закупать необходимое для производство оборудование за счёт кредитов, которые выдаются банками-партнёрами. Также ТД ФСИН планировала заниматься сбытом и маркетингом продукции под брендом «Сделано в тюрьме».

### Коммерческие предприятия
Начиная с 2010-х годов российское правительство ввело ряд законодательных поправок, позволяющих заключённым работать на коммерческие предприятия. Так, с 2011 года осуждённым за преступления лёгкой тяжести могут назначить в качестве меры пресечения принудительные работы. В таком случае осуждённые проживают в исправительных центрах (ИЦ) или на участках, функционирующих в режиме исправительных центров (УФИЦ). Пребывание в исправительном центре считается самой мягкой мерой наказания, связанной с отбыванием срока в учреждениях ФСИН. Часть людей туда переводят из колонии на более мягкий режим.
До 2021 года привлечение заключённых к трудовой деятельности частными компаниями практиковалось нечасто. Так, в 2018 году Архангельский морской торговый порт заключил с местной колонией договор об использовании труда 15 заключённых для уборки территорий и чистки вагонов с углём. Жешартский фанерный комбинат в республике Коми также использовал рабочую силу осуждённых с 2013 года. Две свердловские колонии ИК-12 и ИК-13, расположенные в Нижнем Тагиле, являются крупными подрядчиками для «Уралвагонзавода». В 2016 году УВЗ заключил сделки с колониями на сумму 380,1 млн рублей, то в 2020 году объёмы превысили 1 млрд рублей. Если по Нижнему Тагилу средняя зарплата — 35-40 тысяч рублей, то в колониях люди получали 12-13 тысяч. Труд заключённых использовался Ozonом и КАМАЗ.
1 января 2021 года в силу вступил закон о создании филиалов колоний-поселений и исправительных центров при крупных предприятиях и стройках. На 2023 год любая организация, независимо от формы собственности, может привлечь заключённых к работе, предварительно заключив договор с исправительным учреждением. Однако мера касается только заключённых, отбывающих наказание в колониях-поселениях или исправительных центрах. С 2016 по 2022 год доход федерального бюджета от использования принудительного труда осуждённых в частных компаниях вырос более чем вдвое — с 8,8 млрд рублей в 2016 году до 19,1 млрд рублей в 2022 году. К августу 2023 года ФСИН привлекла к принудительным работам более 26 тысяч человек, которые были трудоустроены на более чем 1700 предприятий. К 2024 году ФСИН планирует создать условия для труда до 80 тысяч осуждённых.
На 2023 год также обсуждается законопроект о передаче ФСИН права принудительно «переселять» заключённых в колонии других регионов для трудоустройства. Таким образом ФСИН будет заменять лишение свободы на исправительные работы. Инициатива была предложена в 2021 году бывшим директором ФСИН Александром Калашниковым. По его мнению, заключённые должны быть привлечены к тем работам, на которых обычно заняты трудовые мигранты. Идею Калашникова поддержали в том числе министр юстиции Константин Чуйченко, вице-премьер Марат Хуснуллин, глава Совета по правам человека Валерий Фадеев, глава СКР Александр Бастрыкин и уполномоченный по правам человека Татьяна Москалькова. По словам Хуснуллина, к работе на стройках планируется привлечь около 180 000 заключённых. В январе 2022 года идея о замене лишения свободы на исправительные работы для почти 100 тысяч заключённых была одобрена Владимиром Путиным. Согласно опросу ВЦИОМ, 71 % россиян также поддержали идею о привлечении осуждённых в те сферы, где обычно работают мигранты. Обсуждение законопроекта продолжалось и весной 2023 года. В сентябре 2023 года Минюст опубликовал для общественного обсуждения проект приказа о порядке направления осуждённых к принудительным работам в исправительные центры. Согласно документу, осуждённые могут отбывать наказание в ИЦ тех регионов, где они проживали или где им вынесли приговор. Также осуждённые могут отбывать наказание в регионах, где проживают или близко расположены к месту жительства родственников.
Правозащитники активно выступают против использования труда заключённых в России. По их мнению, активное привлечение заключённых к тяжёлым работам напоминает систему ГУЛАГа, поскольку из-за принудительного характера труда работники не могут прекратить работу по собственному желанию, потребовать повышения зарплаты или создать профсоюзы по защите своих прав. В марте 2023 года также появились сообщения, что труд заключённых используется в российском оборонном секторе. О кооперации между ФСИН и Ростехом рассказали представители корпорации. Минобороны Великобритании также заявило, что заключённые в России используются для удовлетворения потребностей производства в военное время.
После полномасштабного вторжения в Украину большинство государств и международных организаций ввели санкции в отношении России. По мнению экспертов, это привело к увеличению спроса на дешёвую рабочую силу в целом и труд заключённых в частности. После ухода из России иностранных компаний, например, IKEA, произведённая заключёнными продукция используется для покрытия образовавшегося спроса. Так, только в свердловских колониях выручка за 2022 год превысила 2,8 млрд рублей, что на 233 млн рублей больше, чем в 2021 году.

### Использование заключённых в войне против Украины
В конце марта в колонию №6 в Марий Эл приехали бывшие заключённые исправительного учреждения. В последний раз они были там в сентябре, в статусе заключённых. По призыву приезжавшего в колонию основателя и руководителя ЧВК «Вагнер» Евгения Пригожина, они согласились отправиться наёмниками на войну на Украину в обмен на помилование. То выступление Пригожина в ИК-6 с призывом отслужить полгода и освободиться из колонии попало на видео, которое разошлось по телеграм-каналам и СМИ. Из колонии тогда уехали воевать около 130 человек двумя партиями.
Шестеро из них через полгода вернулись в исправительное учреждение – уже в качестве вербовщиков новой партии живой силы на войну. Администрация позволила им зайти на территорию ИК-6, хотя, как говорили опрошенные Би-би-си юристы, по закону таких гостей в колонии пускать не должны.
Отвоевавшие полгода бывшие заключённые предлагали другим арестантам тоже поехать на фронт в обмен на освобождение, но уже не в составе ЧВК «Вагнер», а заключив контракт с минобороны России. Процессом вербовки руководила уже администрация колонии. Об этом Би-би-си рассказали два собеседника – отец заключённого, отбывающего наказание в ИК-6, и заключённый, ранее отбывавший наказание в этой колонии и сохранивший контакты с теми, кто сидит там сейчас. Оба говорили с Би-би-си на условиях анонимности, поскольку опасаются за собственную безопасность.
ЧВК «Вагнер»
Вскоре после начала вторжения России на Украину, ЧВК «Вагнер» начала активный набор бойцов для участия в войне. Вербовка среди заключённых началась с начала лета 2022 года. Евгений Пригожин лично приезжал в колонии для вербовки осуждённых. Контракт подписывали даже с теми, с кем ранее ЧВК не сотрудничала. По словам собеседников Русской службы Би-би-си, группа «Вагнера» начала набирать «всех подряд». При этом основу ЧВК из наиболее опытных бойцов руководство пыталось сохранить для операций в других регионах, прежде всего в странах Африки. Согласившимся воевать осуждённым предлагали отменить сроки, погасить судимости, а в случае смерти — выплатить по 5 млн рублей родственникам.
По данным издания «Важные истории», за первые три месяца могло быть завербовано не менее 6 тысяч человек. В апреле 2023 года ряд независимых журналистов заявили, что в сентябре и октябре из колоний пропали 17 тысяч мужчин, которые скорее всего были завербованы в ряды ЧВК «Вагнер». В декабре 2022 года координатор стратегических коммуникаций в Совете национальной безопасности США Джон Кёрби заявил, что 80 % из примерно 50 тысяч бойцов ЧВК «Вагнер» на Украине являются заключёнными. В январе 2023 года «Русь Сидящая» сообщила, что из завербованных 50 тысяч заключённых на фронте остались только 10 тысяч. Остальные либо погибли, либо дезертировали. В июне 2023 года основатель ЧВК «Вагнер» Евгений Пригожин заявил, что 32 тысячи бывших заключённых вернулись домой после участия в войне с Украиной. Также, по словам Пригожина, общее количество завербованных заключённых составляло 50 тысяч.
К февралю 2023 года стало известно, что заключённые соглашались на участие в войне гораздо менее охотно. Правозащитники связывали это с тем, что до колоний стали доходить сведения об убитых и раненых на фронте. После мятежа ЧВК «Вагнер» 23-24 июня 2023 года Пригожин заявил о прекращении набора бойцов среди заключённых. В конце июля «Важные истории» опубликовали информацию, что ЧВК «Вагнер» распустила всех бывших заключённых по домам.
Министерство обороны
Начиная с сентября 2022 года стали появляться сообщения, что вербовкой заключённых для участия в войне стало заниматься Министерство обороны. Согласно сообщениям родственников осуждённых, вербовка заключённых началась с тех колоний, где отбывают наказание бывшие сотрудники силовых структур. Заключённым предлагали присоединиться к батальону «Шторм Z» — именному отряду Министерства обороны. Сообщалось, что первых завербованных в «Шторм Z» из ИК-4 вывезли в ночь на 11 октября 2022 года. С января 2023 начался отбор в обычных колониях. Беседы с осуждёнными в колониях проводили примерно по такой же схеме, какую ранее использовали вербовщики ЧВК «Вагнер». Перед этим во всех колониях отключали связь — причём как по официальным, так и по неофициальным каналам. Заключённым предлагали подписать полугодовой контракт с Минобороны в обмен на «полное помилование со снятием судимости из баз данных» через полгода плюс ежемесячную зарплату. После этого желающих просили заполнить анкеты с личными данными. В отличие от «вагнеровцев», бойцам «Шторм Z» обещали оплату не наличными, а ежемесячным переводом на зарплатную карту. Однако на практике многие родственники и заключённые сообщали, что так и не получили никаких выплат от государства. В конце июня 2023 года военнослужащие подразделения «Шторм Z» записали видеообращение, в котором жаловались на невыносимые условия содержания на фронте.

## Условия содержания

### Питание
Пенитенциарные учреждения предоставляют заключённым бесплатное питание. Для всех категорий предусмотрены суточные нормы питания по количеству граммов конкретных продуктов в сутки. Предусмотренный суточный рацион осуждённого мужского пола составляет 2600 — 3000 калорий. Количество некоторых продуктов зависит от пола. Например, женщина в день должна получать 500 грамм картошки, а мужчина — 550. Для тех, кто занят на тяжёлых работах и работах с вредными условиями труда, выдаётся дополнительно набор из 305,2 грамм продуктов, в который входит в том числе 50 грамм хлеба пшеничного из муки II сорта, 40 грамм мяса, 50 грамм овощей. Повышенная норма питания предусмотрена для беременных или кормящих грудью женщин, инвалидов и больных. Однако заключённые зачастую сообщают о том, что официальные нормы не соответствуют действительности. Так, заключённый по «болотному делу» Андрей Барабанов сообщал, что все продукты очень низкого качества, покупаемые ФСИН по низким ценам. Для приготовления каш используется комбижир — технический жир, который используется вместо масла для увеличения калорийности. Если готовят рыбу, то опять же покупают только самые дешёвые сорта — путассу или кильку.
При этом в российских тюрьмах запрещено готовить в течение дня из одних и тех же продуктов. Также запрещено предлагать одинаковые блюда больше трёх раз в неделю. Для взрослых заключённых еда готовится три раза в сутки: на завтрак, обед и ужин. На первый приём пищи арестантам чаще всего дают молочные каши, на обед супы на костном бульоне, мясо с крупяными кашами или овощным гарниром. На ужин — блюда из рыбы или мяса. В 2018 году на питание на одного заключённого ФСИН тратила 72 рубля. Для сравнения, в европейских тюрьмах этот показатель был эквивалентен 600 рублям.
Также заключённые могут получать продукты от родственников, однако список разрешённых продуктов строго регламентирован. Например, нельзя передавать еду, которая требует тепловой обработки. В январе 2023 года Минюст предложил увеличить сумму, которую заключённые смогут тратить на продукты.

### Личное время
Для человека, находящегося в СИЗО, где мало что происходит, а каждый день похож на предыдущий, письма оказываются важной связью с миром. У многих узников есть потребность не только получить письмо, но и написать самим. Бывает, что я получаю письма от людей, кому ещё не написал сам. Или отправляю открытку, написанную на одном из благотворительных вечеров в Сахаровском центре, а в ответ приходит письмо на несколько страниц.
По вечерам у заключённых в колониях есть личное время, которое, как правило, они тратят на написание писем и свидания с родственниками. Все входящие и исходящие письма проходят через цензора, который может зачеркнуть отдельные строки, чтобы их было невозможно прочесть, или не пропустить письмо вовсе. Не подвергается цензуре только переписка осуждённого с адвокатом. Общение письмами важно для психологического состояния заключённых. Так, по этой причине, активисты зачастую проводят акции по написанию писем для политзаключённых в России.
В зависимости от режима осуждённым положены свидания с родственниками. Они могут быть как краткосрочными (на четыре часа), так и длительными — трое суток. Если у заключённого есть ребёнок, которому ещё не исполнилось 14 лет, то он может получить свидание вне исправительного учреждения, но в пределах муниципального образования, где расположена колония. В остальных случаях все встречи проходят на территории исправительного учреждения. Длительные свидания проводятся в специально отведённых отдельных комнатах.
Также заключённые имеют право на телефонные разговоры, не превышающие 15 минут. Для этого нужно написать заявление и иметь деньги на личном счету.

#### Образование
Согласно российскому законодательству, заключённые младше 30 лет без общего образования обязаны получить его во время содержания. Доступны очно-заочная и заочная формы, которые зависят от наполненности классов. На очно-заочном четыре учебных дня вместо шести, на заочном — три дня занятий и больше заданий на самостоятельную подготовку. Заключённые также могут получить профессиональное образование, например, при ПТУ, где обучаются на электрика или сантехника.
Учреждения ФСИН не обязаны предоставлять высшее образование. Однако у некоторых исправительных колоний действуют договоры с учебными заведениями. В таком случае осуждённые могут написать заявление на получение высшего образования и выбрать направление из предложенного списка. Обучение проходит дистанционно, и осуждённые могут воспользоваться специально отведённым помещением с компьютерами, где все учебные материалы загружаются на жёсткий диск. На 2022 год в учреждениях уголовно-исполнительной системы России высшее образование дистанционно получали 960 осуждённых. Наибольшей популярностью у заключённых пользуются программы ВУЗов по экономике, менеджменту, финансам, управлению малым бизнесом, юриспруденции, рекламе, социологии, банковскому делу и психологии.

#### Культурные мероприятия
В свободное от основной работы время осуждённых также привлекают к работам по благоустройству исправительных учреждений. Эта работа является обязательной, хотя и не оплачивается. В колониях также проводятся конкурсы талантов, красоты, КВН, театральные постановки и другие мероприятия.

### Здоровье и медицинское обслуживание
Тюремная медицина в России является частью пенитенциарной систем, однако с 2014 года медицинские работники не подчиняются администрации исправительных учреждений. Контроль над ними осуществляет Минздрав. Однако на практике врачи по-прежнему зависят от немедицинского персонала и начальников учреждений без медицинского образования. Лицензии на медицинскую деятельность в рамках исправительных учреждений выдаёт Федеральная служба по надзору в сфере здравоохранения.
Согласно многочисленным свидетельствам, медицинская система пенитенциарных заведений плохо развита. В ведении ФСИН находятся медицинские части внутри исправительных учреждений и СИЗО, лечебно-исправительные учреждения (ЛИУ) и больницы. В медицинских частях помощь заключённым оказывают фельдшеры, терапевты и психиатры. Там нет врачей-специалистов, лабораторий для проведения анализов или сложного медицинского оборудования. При наличии показаний заключённых госпитализируют. Для перевода в лечебное учреждение больные должны быть «этапированы», однако из-за дефицита ресурсов (автозаков и сопровождающих сотрудников) этот процесс может занять критически долгое время.
В заключении у многих осуждённых обостряются хронические заболевания. На распространение заболеваний влияют перенаселённость и неудовлетворительные санитарные условия. Усугубляет ситуацию плохое состояние зданий. Во многих в следственных изоляторах туалеты без смыва, и заключённые вынуждены использовать вёдра. Практически везде есть душевые или бани, но в некоторые учреждениях часты перебои с водоснабжением, а во многих жилых помещениях нет горячей воды.
Люди живут в сырых бараках с плесенью, работают 12–14 часов, снег убирают без удержу, сушить вещи негде, постирать сложно, бараки холодные. Чтобы попасть к врачу, нужно записаться у дневального. Дневальный всех записавшихся одновременно приведёт в одну очередь. Летом, когда тепло, это может быть 15 человек, зимой я видел очередь из двухсот человек. Входить в помещение здравпункта нельзя. Нужно стоять на улице и ждать, даже если идёт снег. В среднем осмотр одного пациента занимает 30 секунд. Из лекарств – парацетамол да аспирин, больше ничего нет. Абсолютно абсурдные, бессмысленные порядки, которые приводят к тому, что человек заболевает все больше и больше.
Большинство заключённых жалуются на неадекватное медицинское обслуживание. Зачастую на одну колонию приходится одна медсанчасть, один врач и один фельдшер. В 2021 году на тысячу заключённых приходилось 11,5 врачей. Хотя по закону заключённые должны проходить обязательную диспансеризацию раз в полгода, на практике это происходит достаточно редко. Для получения медицинской помощи нужно подавать заявку заранее, после этого в порядке живой очереди возможно посещение врача. Правозащитники отмечают, что решение об оказании помощи заключённому зависит от отношения к нему со стороны администрации.
Одна из самых главных проблем тюремной медицинской системы — недостаток медикаментов. В распоряжении медиков есть стандартный набор лекарств: обезболивающее, противовоспалительные и антибиотики. Других лекарств чаще всего нет: как в обычных колониях, так и в ЛИУ. Поэтому одни и те же таблетки (например, ибупрофен) используются для лечения всех болезней, а заключённые с серьёзными заболеваниями (например, ВИЧ или туберкулёзом) не получают должного лечения.
Смертельнобольные редко выходят из-под стражи. Только в 2017 году в правительство было предложено внести в законодательство изменения, обязывающие суд освобождать из-под стражи тяжелобольных заключённых.

#### ВИЧ/СПИД
С начала года Сергей ездил к супруге дважды. От условий в колонии он пришёл в ужас. «Больше всего это напоминает современный лепрозорий. Этих несчастных женщин свезли в одно место с одной целью — чтобы они там умерли и никого не заразили, — негодует Сергей. — Болезнь такая… никто не хочет к ним лезть. Рядом есть поселение, где живут обслуживающие люди, но они редко заходят к ним на территорию. Какую-то электрику сделать или там крышу — ещё ладно, но в целом женщины просят выслать им краску — сами делают ремонт на свои же средства, полы моют сами. Людей можно понять, но чего я понять не могу — в якобы лечебном учреждении нет толком никакого лечения». По его словам, в колонии нет инфекциониста, а ему прямо говорили: «Мы лечим только туберкулёз, идите лечите свой ВИЧ где хотите». «Препараты дают как попало, без назначения инфекциониста, — рассказывает мужчина. — А ВИЧ и туберкулёз надо лечить очень грамотно, даже препараты принимать строго по времени».
Вирус иммунодефицита человека распространён в тюрьмах значительно шире, чем среди населения в целом. При этом Россия на 2022 год вошла в пятерку стран по темпам распространения вируса иммунодефицита человека. Согласно отчётам ЮНЭЙДС и Европейского центра профилактики и контроля заболеваний, в 2021 году на Россию пришлось почти 4 % новых случаев заражения ВИЧ в мире.
Все попадающие в места лишения свободы обязательно проходят тестирование на ВИЧ. Ещё в начале 2000-х на исправительные учреждения приходилось около 1/6 жителей России, инфицированный ВИЧ. К 2002-му носителем ВИЧ в Крестах был почти каждый 7-йосуждённых. На 2019 год в пенитенциарных учреждениях России содержалось 61 417 заключённых с ВИЧ, что составляло 7 % от всех выявленных в России заболевших. В 2020-м этот показатель составил 53 тысячи. Согласно статистике ФСИН за 2020 год, каждый десятый мужчина и каждая пятая женщина в учреждениях УИС были носителями вируса. На 2021 год у более 10 % осуждённых был диагностирован ВИЧ. В некоторых регионах доля ВИЧ-положительных заключённых ещё выше: в Кемеровской области показатель достигает 25 %, Самарской — 23 %, Томской — 20 %. СВИЧ/СПИД связано около трети смертей заключённых. При этом, согласно ФСИН, с 2015 года количество смертельных случаев от крайней стадии ВИЧ-инфекции среди заключённых сократилось более чем на 38 %. Однако правозащитники отмечают, что статистика неточно отражает распространённость заболевания в тюрьмах.
ВИЧ-положительные заключённые сталкиваются с множеством проблем, одна из которых — недостаток жизненно важных медикаментов. Антиретровирусную терапию получают только 52 % заболевших — её выписывают только тем, у кого количество клеток CD4 в крови меньше 350. Этот подход является устаревшим — ВОЗ рекомендует назначать терапию при любых показателях, сразу же после выявления болезни. В 2015 году о нехватке лекарств сообщали ВИЧ-положительные заключённые из Тульской, Белгородской, Тамбовской областей, Кабардино-Балкарии, Мордовии и Татарстана, перебои отмечались и в Орловской области. При этом заключённые редко обращаются за помощью и медикаментозным лечением, зачастую недооценивая опасность заболевания и преувеличивая побочные эффекты от терапии. Это связано и с тем, что основным источником информации о болезни для них становятся не врачи, а сокамерники.

#### Туберкулёз
Условия содержания в тюрьмах оказывают прямое влияние на развитие туберкулёза у заключённых — к этому приводит скученность и закрытое пространство. В среднем около 20 % новых случаев туберкулёза приходится на заключённых. Туберкулёз является третьей наиболее частой причиной смерти среди заключённых, после ВИЧ/СПИД и сердечно-сосудистых заболеваний.. В 2019 году от него умерло 7,7 % заключённых. Согласно статистике ФСИН, смертность от туберкулёза за последние десятилетия снизилась на 54 %. Однако правозащитники утверждают, что для улучшения статистики заключённым могут указывать другую причину смерти, поскольку болезнь зачастую протекает с другими заболеваниями.
Ещё в 1990-е годы в российских тюрьмах и колониях шла эпидемия туберкулёза. Резкое увеличение преступности и числа заключённых привело к росту заболеваемости в исправительных учреждениях почти на 20,5 %. При этом система не справлялась со вспышкой заболевания — отмечалась массовая нехватка лекарств, люди не могли завершить курс лечения, что приводило к большому числу смертей. 25 % заключённых получили лекарственно-устойчивый штамм туберкулёза, практически не поддающийся лечению. Показатели смертности от туберкулёза среди заключённых значительно превосходили аналогичные показатели среди общего населения. На 2003 год в стране было 74 000 инфицированных туберкулёзом заключённых. К 2009 их число сократилось до 40 тысяч. К 2018 году число больных активным туберкулёзом, состоящих на учёте в пенитенциарных заведениях, сократилась до 16 879 человек.
Для диагностики заболевания заключённым два раза в год делают флюорографию. Пациентам с симптомами заболевания также проводят лабораторную диагностику мокроты. При выявлении активной формы заключённых помещают в ЛИУ. В некоторых колониях есть так называемый «туберкулёзный отряд». В нём содержат заключённых, переболевших туберкулёзом. Туда же распределяют заключённых после лечения открытой формы в ЛИУ.
Многие заключённые жалуются на отсутствие лекарств и должной регуляции их приёма. По словам заключённых из ЛИУ-23 в Свердловской области, больным дают одноразово 20-40 таблеток в день в произвольное время, что не только не способствует лечению, но и часто вызывает тяжёлые побочные эффекты, которые заставляют пациентов отказываться от терапии.
Существуют свидетельства заключённых, что туберкулёз может быть использован как форма наказания — так, в 2017 году экс-депутат алуштинского горсовета Павел Степанченко заявил в суде, что его держат в одном камере с носителями открытой формы туберкулёза.

#### COVID-19
После начала пандемии COVID-19 в среде врачей было опасение, что вирус легко распространится в местах заключения. По официальным данным, на пике эпидемии показатели инфицирования в тюрьмах составляли 4000 на 100 000 заключённых, в некоторых регионах этот показатель достигал 7000 на 100 000 человек. Согласно опубликованной ФСИН статистике, на 2021 год в тюрьмах от коронавируса умерло всего 6 человек, однако правозащитники отмечали, что реальное число заболевших и умерших может быть значительно выше.
Во время эпидемии заключённые жаловались на недостаточную медицинскую помощь. По их свидетельствам, многие переносили коронавирус без какой-либо терапии и симптоматически лечились препаратами, которые до пандемии им передали родственники. Более того, заключённых с повышенной температурой тела сотрудники ФСИН не изолировали, списывая симптомы на обычную простуду.

#### Наркозависимость
Наркотики являются одним из наиболее ходовых товаров «теневой экономики» российских тюрем. Их стоимость напрямую зависит от того, насколько тяжело их достать: в некоторых колониях героин стоит дешевле, чем шприц, которым его будут колоть. Чаще всего заключённые курят гашиш — его проще пронести в тюрьму, чем марихуану. На «тяжёлые» наркотики почти во всех изоляторах и зонах стоит полноценный запрет — воры запрещают употреблять героин, метадон и другие инъекционные наркотики, чтобы минимизировать количество происшествий и не привлечь внимание тюремной администрации. В 2017 году сотрудниками УИС было изъято около 260 кг наркотических веществ.
В некоторых случаях наркотики проникают на территорию учреждений благодаря сотрудникам ФСИН, нелегально проносящих их для торговли. В других случаях они попадают через передаваемые родственниками посылки. Наркотики прячут в шампуни, мыло, кофе.

### Пытки
То, что я от них услышала, находится далеко за гранью всех понятий о добре, о зле, о человечности. Есть свидетельства, как осуждённых раздевали догола, обматывали скотчем и оставляли на несколько суток. Люди ходили под себя, все тело у них затекало. Пытали в ИК-7 холодом, заставляя стоять на тридцатиградусном морозе с семи утра до девяти вечера. Подвешивали вниз головой. Один заключённый провисел так трое суток, у него произошло четыре микроинсульта, после этого он перестал говорить и теперь передвигается на инвалидной коляске. Были случаи, когда осуждённого, который просто хотел что-то спросить, заставляли голым ползти по бетонному полу.
Под пытками понимаются все действия, нарушающие статью 3 Конвенции о защите прав человека и основных свобод Совета Европы. Как правило, пытки применяются представителями власти, чтобы «выбить» признательные показания. Российские правозащитники отмечают, что пытки в российских тюремных учреждениях являются системным явлением и регулярно применяются по отношению к задержанным практически в каждом регионе страны. Полиция использует их для получения признательных показаний или любой другой информации, необходимой в рамках расследования.
Однако степень распространённости пыток в пенитенциарной системе практически невозможно оценить, так как в стране отсутствует надёжная система мониторинга насилия со со стороны правоохранительных органов. Это связано и с тем, что Уголовный кодекс России не определяет «пытки» как отдельный состав преступления, а скорее относит их в раздел «превышение должностных полномочий». У правозащитников также нет полной информации о масштабах совершаемых сотрудниками ФСИН преступлений. Так, в 2008 году в России были созданы общественные наблюдательные комиссии (ОНК), ответственные за контроль соблюдения прав человека в местах лишения свободы. В ОНК могли принимать участие только правозащитники. Согласно Павлу Чикову, с появлением ОНК стали решаться многие вопросы — с нехваткой медперсонала, с ремонтом, с обеспечением лекарствами, а «пыточные зоны» остались только в самых труднодоступных и отдалённых регионах. Однако с 2012 года ФСИН максимально ужесточила правила отбора в ОНК. В комиссии стали набирать только тех, кто был одобрен ведомством. Таким образом независимые правозащитники потеряли право находиться в тюремных учреждениях для контроля соблюдения прав человека.
Существует множество подтверждений использования пыток в исправительных учреждениях. Так, известно, что пытки применялись по отношению к заключённым ярославской колонии, осуждённым по делам «Сети», Олегу Сенцову, фигурантам дела о взрыве в питерском метро, омских колониях, заключённым рязанских колоний, питерских и пензенских СИЗО, колоний Свердловской области.
В 2017 году в интернете были опубликованы видеозаписи с пытками заключённых в ярославской ИК-1. Фигурант одной из записей, Евгений Макаров, после пережитых пыток умер в больнице Рыбинска. На одном из видео (опубликованным «Новой газетой») осуждённых прогоняют через строй избивающих их сотрудников ФСИН. После публикации роликов было возбуждено уголовное дело по статье 286 УК «Превышение должностных полномочий».
В 2020 году заключённые Иркутской колонии подняли бунт из-за регулярных избиений со стороны сотрудников. Как сообщали заключённые, это был вынужденный протест против насилия со стороны сотрудников ФСИН. Родственники заключённых с 2013 года обращались к правозащитникам с рассказами о пытках — по их словам, сотрудники ФСИН регулярно избивали и насиловали заключённых. После подавления бунта появились сообщения о новых пытках заключённых, в том числе в виде помещения в анальное отверстия кипятильника, которого впоследствии включали прямо в прямой кишке. В 2023 году 19 человек были осуждены за организацию массовых беспорядков на территории колонии.
В 2017 году журналист РБК Илья Рождественский обнаружил «секретную тюрьму» ФСБ в Московской области, где подозреваемых в терроризме пытают до официального задержания. О тюрьме стало известно благодаря жалобам предполагаемого организатора теракта в петербургском метро Аброра Азимова. Согласно Азимову, до официального задержания его две недели держали в подвале, добиваясь признательных показаний. Рождественский сопоставил жалобы Азимова с другими жалобами заключённых в ЕСПЧ и обнаружил подвал в Московской области, подтверждённый показаниями других заключённых — Ислама Хамжуева и Мансура Эдильбиева. Согласно показаниям заключённых, в подвале их пытали током, водой и газом.
В 2018 году эксперты ООН призвали Россию прекратить пытки в местах задержания, улучшить условия содержания заключённых и рождённых в тюрьмах детей, а также отказаться от практики принудительного помещения людей в психиатрические больницы.
В 2021 году белорус Сергей Савельев передал правозащитному проекту Gulagu.net архив объёмом 200 гигабайт с видеосвидетельствами пыток в ряде регионов России в период с 2016 по 2019 год. Савельев имел доступ к компьютерам ФСИН на протяжении пяти лет. Дело имело широкий общественный резонанс. 23 декабря 2021 года Владимир Путин также признал, что в России существует проблема пыток в тюрьмах и колониях. 18 октября Октябрьский районный суд Саратова заочно арестовал Сергея Савельева по уголовной статье о неправомерном доступе к компьютерной информации. 23 октября он был объявлен в федеральный розыск. В декабре 2021 года Следственный комитет открыл 17 уголовных дел по фактам пыток заключённых в местах лишения свободы. По результатам расследования более десяти человек уволены.
В апреле 2022 года в тюрьме Димитровграда Ульяновской области 37 заключённых в знак протеста против унижений сокамерников-мусульман вскрыли вены и животы, а около сотни — объявили голодовку. До этого сотрудники УФСИН избили постящихся в Рамадан осуждённых из Чечни и Ингушетии. По данным Gulagu.net, силовики уничтожили Кораны и высмеивали религиозные чувства заключённых.
После полномасштабного вторжения России в Украину стало известно, что на территории России и на оккупированных украинских территориях действует сеть официальных и неофициальных тюрем для украинцев. Там содержатся не только пленные военные, но и гражданские лица, которые подвергаются пыткам. После украинского контрнаступления осенью 2022 года на освобождённых территориях обнаружили места заключения украинцев с камерами пыток. Помимо этого, согласно расследованию журналистов Meduza, несколько тысяч украинцев были вывезены с оккупированных территорий и доставлены в российские СИЗО и колонии, где их также подвергли пыткам. На август 2023 года, точное число украинцев, которых удерживает Россия, неизвестно.
Несмотря на широкое освещение дел о пытках, правозащитники указывают на отсутствие реальных изменений. Проводимые проверки редко обнаруживают нарушения, и даже в случае выявления таковых, чаще всего принимаются ограниченные меры, затрагивающие лишь 2-3 человека. В то время как систематические пытки продолжаются.
В 2018 году издание The Insider, совместно с Олегом Навальным, идентифицировали следующие виды наиболее распространённых пыток в российских тюремных учреждениях. Многие используемые представителями ФСИН пытки не оставляют следы на теле осуждённых:
- опускание заключённых головой в ведро или унитаз и удерживание в этом положении;
- отрывание ногтевых пластин;
- лишение задержанного еды, питья, света на длительный период времени (порядка трёх недель);
- разрыв силой или разрезание ножом или бритвой уголков рта;
- пытка электричеством;
- принудительный половой акт садистского характера для причинения физической боли и морального унижения;
- многократное нанесение ударов плашмя фронтальной поверхностью армейского бронежилета (например «Кираса-5» весом более 11 кг) по спине задержанного. За счёт большой площади предмета, которым наносятся удары, не остаётся гематом, но происходит сильное сотрясение внутренних органов;
- промывка прямой кишки большими объёмами холодной воды, под предлогом проверки заднего прохода на наличие запрещённых предметов или веществ;
- человеку обматывают скотчем либо сковывают наручниками руки за спиной и ноги, после чего подвешивают или держат в этом положении. Чтобы не оставалось следов, запястья предварительно обматывают мягкой тканью;
- человека усаживают на стул, после чего сверху вниз наносят удары толстыми книгами;
- помещение заключённого в так называемую «пресс-хату» с сотрудничающими с администрацией лицами, которые прыгают на него, предварительно насильно растянутого на полу, с верхнего яруса шконки;
- приковывание заключённого к стене или неподвижному предмету.

## Влияние

### Интеграция в общество
Лишение свободы оказывает значительное влияние на психическое и физическое здоровье человека. В местах лишения свободы заключённые вынуждены адаптироваться к определённому распорядку дня, нормам внешнего вида и строгим запретам, нарушения которых могут повлечь за собой наказания. Страх перед сотрудниками тюремных учреждений и другими заключёнными приводит к постоянному стрессу. Также из-за перенаселённости тюремных учреждений постоянно нарушаются личные границы — у людей зачастую нет возможности для уединения даже при пользовании туалетом. Подобная структура повседневной жизни приводит к неизбежным личностным изменениям. Наибольшее количество трудностей испытывают осуждённые на пять и более лет. Они привыкают к укладу жизни в колониях и адаптация к жизни на свободе вызывает большие трудности.
Интеграция бывших заключённых в общество является сложной и дорогостоящей задачей. За время отбывания наказания, многие осуждённые утрачивают навыки самостоятельной жизни и социальные связи с родными. Они сталкиваются с социальными, психологическими и правовыми проблемами. В России одни из самых длительных сроков лишения свободы среди европейских стран, однако системная социальная и правовая поддержка бывших заключённых практически не развита. Правозащитники отмечают, что в стране не хватает центров социальной поддержки, особенно для людей без постоянного места жительства, с алкогольной и наркотической зависимостью. Решением могло бы стать постепенное сокращение использования заключения в пользу других мер воздействия на преступивших закон, как это стало практиковаться в некоторых странах, в том числе скандинавских. Как показывает их опыт, отказ от практик лишения свободы не порождает всплеск преступности.

### Трудоустройство
Согласно уголовно-исполнительному законодательству России, главные задачи пенитенциарной системы — исправление заключённых и профилактика повторных преступлений. Трудоустройство является одним из важнейших факторов, влияющих на возможность рецидива преступления.
ФСИН обязана уведомлять региональные власти и службу занятости о дате освобождении заключённого, наличия у него жилья, имеющихся особенностей и трудоспособности. Впоследствии бывшие осуждённые могут обратиться в Центры занятости для получения помощи в трудоустройстве. Центры занятости в большинстве случаев финансируются из средств региональных бюджетов. Там заключённые могут встать на учёт в качестве безработных, оформить соответствующие пособия, получать профориентационные услуги, психологическое консультирование и профессиональное обучение. Как правило, бывшие осуждённые обучаются на водителей, электрогазосварщиков, электромонтёров, стропальщиков, трактористов, поваров, кондитеров, машинистов экскаватора, операторов ЭВМ и водителей-погрузчиков. Однако бо́льшая часть вакансий для бывших заключённых предполагает неквалифицированный труд. Так, в Челябинской области самые распространённые виды занятости для бывших осуждённых — подсобный рабочий, уборщик, грузчик, сторож, мойщик автомобилей, кондуктор, упаковщик, рабочий по уходу за животными, дорожный рабочий, вальщик леса, горничная. Конкретные способы трудоустройства бывших заключённых зависят от региона. Так, в некоторых областях для освободившихся из мест лишения свободы «зарезервированы» рабочие места. В некоторых — есть льготы для работодателей, которые берут на работу бывших осуждённых. Обычно государство покрывает им часть заработной платы или предоставляет льготы по налогообложению.
Однако большинство правозащитников и исследователей сходятся во мнении, что существующая система не справляется с ресоциализацией; объём социальной поддержки заключённых недостаточен. При этом бывшие заключённые редко обращаются за помощью в Центры занятости. Так, в Воронежской области в 2016 и 2017 годах за помощью обращались только 4 %, а в Новосибирской — 7 %. Один из самых больших показателей в Кемеровской области, где около 31 % бывших осуждённых обращались в центры занятости. Это связано с низкой мотивацией к труду и утратой профессиональных навыков за время заключения, что влияет и на трудовую дисциплину. Помимо этого на рынке труда существует дискриминация из-за наличия судимости, связанная со стереотипами о трудовой дисциплине и профессиональном уровне бывших осуждённых. Несмотря на то, что в теории судимость не может служить причиной отказа со стороны работодателя (если это не работа в сфере образования, лечения и воспитания детей), на практике бывшие заключённые повсеместно сталкиваются с отказами. При этом защитить права на работу бывших заключённых весьма сложно — работодатели редко признают, что причиной отказа стала именно судимость. Помимо этого многие заключённые вынуждены работать на тех работах, которые им предлагаются, а не на желаемых вакансиях. Всё это влияет на нарушение трудовой дисциплины. В результате из числа обратившихся на постоянную работу трудоустраиваются только 20-34 % бывших осуждённых. На профессиональное обучение направляют в среднем только 7 % обратившихся в центры занятости, из них трудоустраиваются не более 35 %.
В 2019 году ФСИН и Федеральная служба по труду и занятости подписали соглашение о сотрудничестве в сфере трудоустройства бывших заключённых. Ведомства запланировали создание электронной базы вакансий и трудоустройства. В каждом исправительном учреждении сотрудники социальной защиты смогут размещать резюме осуждённых на портале «Работа в России», отправлять заявки на рассмотрение их кандидатур для приёма на работу. Таким образом, осуждённые будут иметь возможность взаимодействия со своим будущим работодателем. В 2020 году в России открылись первые сервисы по трудоустройству бывших заключённых.

### Социальная адаптация
После заключения многие бывшие осуждённые не могут приспособиться к жизни «на свободе». Многие остаются без жилья — их дом или квартира за это время приходят в негодность, родственники законными и незаконными путями присваивают имущество и не пускают хозяев. Для борьбы с этим в 2014 году был принят закон, что заключённых нельзя снимать с учёта по месту жительства на время отбытия срока либо принудительных работ.
Люди без определённого места жительства, включая освободившихся из мест лишения свободы, могут обратиться за помощью в Центры социальной адаптации (ЦСА). ЦСА предоставляют временное проживание нуждающимся лицам, независимо от наличия в прошлом судимости. При этом в Красноярском крае и Воронежской области функционируют отдельные ЦСА для освободившихся из мест лишения свободы людей.
ЦСА предоставляют временное жилье, оказывают юридическую помощь, предоставляют горячее питание, предметы первой необходимости. Финансирование ЦСА также осуществляется из региональных бюджетов. Для того, чтобы бывшему осуждённому были предоставлены социальные услуги бесплатно, его средний месячный доход за год не должен превышать 150 % от прожиточного минимума. Если доход больше, то услуги предоставляются платно — 50 % от разницы своего среднего дохода за 12 месяцев и 150 % от прожиточного минимума по региону. Эту сумму получатель социальных услуг и должен будет выплачивать ежемесячно. Чтобы получить бесплатное жильё, обратившиеся в ЦСА бывшие заключённые должны пройти медобследование в исправительном учреждении и иметь соответствующую справку о состоянии здоровья.
Помощь освободившимся престарелым людям и инвалидам оказывают дома престарелых и инвалидов. Эти учреждения обслуживают все категории нуждающихся, а не только судимых и освободившихся из мест лишения свободы. Такого рода интернаты финансируются полностью из бюджетных средств. При этом правозащитники и исследователи указывают на то, что в центрах социальной адаптации не хватает мест, а объём материальной поддержки очень мал.
В 2023 году Минюст предложил ввести законопроект о введении программы ресоциализации осуждённых. Законопроект «О пробации в РФ» направлен на решение вопроса социальной адаптации лиц, освободившихся из мест лишения свободы. Законопроект предусматривает три вида пробации: приговорную (исполнительную), пенитенциарную и постпенитенциарную. Приговорная включает меры, применяемые уголовно-исполнительными инспекциями при исполнении наказаний, не связанных с изоляцией осуждённых от общества. Пенитенциарная пробация вводится в учреждениях, исполняющих наказания в виде принудительных работ или лишения свободы, и направлена на исправление осуждённых, а также на их подготовку к освобождению. Постпенитенциарная пробация направлена на ресоциализацию, социальную адаптацию и социальную реабилитацию лиц, освободившихся из учреждений, исполняющих наказания в виде принудительных работ или лишения свободы, оказавшихся в трудной жизненной ситуации. Законопроект был одобрен Государственной думой в январе 2023 года.
В освоении только что освободившимся на воле помогают некоммерческие организации. В число входят «Протяни руку», «Желтый забор», «Комитет против пыток», «Русь Сидящая», «ОВД-Инфо», Gulagu.net.

### Здоровье
В российских тюрьмах у заключённых значительно ухудшается здоровье. Это связано с рядом факторов: отсутствием полноценного питания, нормального 8-часового сна, нехваткой свежего воздуха, постоянным присутствием людей в камере или, наоборот, их отсутствием, моральной подавленностью, стрессом. Согласно отчёту ООН, российские места лишения свободы переполнены, зачастую не отвечают санитарным нормам, с недостаточным светом и отоплением. На 2010 год практически половина заключённых в России имела существенные проблемы со здоровьем. У многих заключённых диагностируют ВИЧ — по официальным данным ФСИН, около 10 % содержащихся в тюремных учреждениях был поставлен ВИЧ-положительный диагноз. Кроме того, многие осуждённые страдают от хронического гепатита B и C, туберкулёза и туберкулёза в сочетании с ВИЧ-инфекцией, психических расстройств, наркомании и алкоголизма. Таким образом, после освобождения многие из них нуждаются в серьёзном лечении. Согласно российскому законодательству такие освобождённые должны обращаться в государственные медицинские учреждения в общем порядке.
ГУФСИН каждого региона обязан направить извещения в учреждения Минздрава о количестве освобождающихся людей с неоконченным курсом лечения. Помимо этого, бывшие заключённые имеют право пройти лечение в любом другом медицинском учреждении по их профилю заболевания. Если у освобождённого лица отсутствует полис медицинского страхования, то его направляют в медицинское учреждение для людей без определённого места жительства. При этом если бывшие осуждённые страдают от опасного для окружающих заболевания (например, активной формой туберкулёза) и уклоняются от лечения, они могут быть направлены решением суда на «диспансерное наблюдение» или «обязательное лечение» вне зависимости от их согласия. Однако согласно данным правозащитников, на практике принудительное лечение встречается достаточно редко. Так, ВИЧ-положительные люди встают на учёт только в 24-43 % случаев.
Статистика учёта заключённых, страдающих от наркомании и алкоголизма, практически не ведётся. Отсутствие контроля над освобождёнными наркозависимыми и алкозависимыми людьми считается большой проблемой — после освобождения, в отсутствии лечения и психологической помощи, у таких лиц велика вероятность рецидива заболевания или смерти от передозировки. Это связано с тем, что, освободившись, человек принимает свою прежнюю привычную дозу наркотика, которая из-за долгого перерыва становится смертельной. Помимо этого, возвращение к наркотикам и алкоголю может повлечь за собой и другие социально опасные последствия, включая рецидивы преступлений.

### Повторные преступления
В России один из самых высоких процентов рецидива преступлений. Согласно данным ФСИН за 2022 год, более половины заключённых уже имели судимость. Показатели рецидивов преступлений варьируются от региона к региону, однако на протяжении последних десяти лет в среднем держатся в районе 25-30 %. Так, в 2015 в среднем показатель по стране составлял 28 %, в 2016-м — 29 %, 2017-м — 31 %. Самые высокие показатели повторных преступлений были зарегистрированы в Республике Коми (43 %) и Пермском крае (36 %). В 2021 году из 2 млн зарегистрированных в России преступлений 34 % совершили ранее судимые граждане. При этом в течение года после освобождения в среднем 20 % осуждённых совершают повторное преступление. В некоторых регионах, например в Республике Коми и Кемеровской области, этот показатель превышает 30 %. Высокий процент рецидивов преступлений связан с плохой социальной адаптацией среди бывших заключённых, а также наркотической или алкогольной зависимостью на фоне отсутствия адекватной медицинской помощи.

## Реформирование

### Проекты реформ
Обсуждаемые в обществе проекты реформирования, как правило, предлагают четыре основных пункта. Первый заключается в переводе ФСИН в гражданское ведомство. Таким образом могла бы быть решена проблема архаичности системы, а фокус бы сместился на социальные, образовательные, психологические и медицинские аспекты содержания осуждённых. Помимо этого, предлагалось провести реформу трудовых отношений в местах лишения свободы и предоставлять заключённым возможность достойного заработка, что простимулирует постпенитенциарную адаптацию. Ещё одним аспектом является активное вовлечение в процесс перестройки системы представителей гражданского общества — правозащитников и представителей НКО. Подобный проект реформ был подготовлен в 2016 году Фондом «Русь Сидящая», однако так и не был рассмотрен правительством.
В рамках реформы 2010 года в пенитенциарную систему были введены отдельные нововведения. Так, изначальная версия документа подразумевала создание к 2013 году исправительных центров, где будут отбывать наказания приговорённые к исправительным работам. Впоследствии срок открытия первых ИЦ был перенесён сначала на 1 января 2014, а затем на январь 2017 года. В исправительных центрах заключённые могут проживать и получать зарплату, из которой они оплачивают своё питание, коммунальные услуги и прочие нужды. Часть заработанной платы может удерживаться в доход государства, если это установлено приговором суда. Они имеют право на встречи с родственниками, а также сохраняют право на голосование. Также в рамках реформы были созданы «колонии-поселения» — или тюрьмы облегчённого режима. Было введено раздельное содержание лиц, обвиняемых в совершении преступлений разных видов, появились возможности оформления передач и посылок удалённо через интернет-магазины, стало применяться проведение судебных заседаний по видео-конференц-связи. В 2020 году были введены поправки в Уголовно-исполнительный кодекс, которые позволили тюремному ведомству переводить осуждённых по их просьбе в колонии ближе к дому. Также осуждённые к пожизненному сроку получили право на длительные свидания. Другие заключённые получили возможность отбывать наказания в регионе по месту жительства.
В 2013 году для корректировки предыдущей реформы была создана межведомственная рабочая группа с участием правозащитников. В 2014 году Минюст окончательно отказался от строительства новых тюрем. Впоследствии в 2020 году правозащитники проекта Gulagu.net заявили, что на «гуманизацию» тюрем было потрачено десятки миллиардов рублей, однако успехов в борьбе с традициями ГУЛАГа практически не было. При этом ещё в 2015 году из проекта реформ были удалены все упоминания о «либерализации» и «гуманизации» тюремной системы. Правозащитники и исследователи указывают на то, что к 2020 году большинство целей реформы не были достигнуты. Несмотря на предложение Минюста по сокращению количества содержащихся в одной комнате заключённых, их число так и остаётся высоким. Не была достигнута и цель достичь показателя в 4 м² на человека в СИЗО. Несмотря на создание исправительных центров, суды по-прежнему предпочитают назначать реальные сроки наказания, а не отправлять на принудительные работы. Выходящие на волю люди по-прежнему социально дезадаптированы, а доступ к высшему образованию для заключённых весьма ограничен.
В 2021 году на основе прошлого документа была разработана новая Концепция развития уголовно-исполнительной системы до 2030 года. В частности, новая концепция предполагает создание общей медицинской базы данных, благодаря чему тюремные врачи смогут получить доступ к истории болезни заключённых. Правозащитники также предложили внести в проект разрешение женщинам-заключённым мыться каждый день и запрещать их размещение в больших камерах на 30-50 человек.
Среди прочего, Минюст предложил аннулировать взыскания с содержащихся в СИЗО фигурантов, если в течение года со дня его отбытия не было повторного наказания. Досрочное снятие выговора допускается не ранее 3 месяцев со дня наложения, в случае водворения в карцер или одиночную камеру — не ранее полугода со дня отбытия. При этом нормативно закрепляется перечень электронных средств надзора над заключёнными. Так, подозреваемых и обвиняемых будут под расписку уведомлять о слежке с использованием аудиовизуальных, электронных и прочих устройств. Помимо этого, им разрешат больше денег тратить на покупку продуктов питания и предметов первой необходимости. Например, в колониях общего режима эта сумма составит 11,8 тысяч рублей (на начало 2023 года она составляла 9000). Увеличивается норма общей площади в исправительных центрах на одного осуждённого на принудительные работы — с 4 до 5 квадратных метров.

### Критика
Большинство правозащитников и публичных деятелей критикуют российскую пенитенциарную систему за архаичность — отсутствие глубокого реформирования после распада СССР привело к тому, что система по-прежнему строится на принципах ГУЛАГ. Россия не только лидирует в Европе по количеству заключённых, но и отличается крайне низкими затратами на содержание одного осуждённого. Гражданского контроля над соблюдением прав человека в тюремной сфере практически нет, при этом ФСИН остаётся одной из самых закрытых институций в стране. Регистрируются повсеместные нарушения прав человека — пытки, избиения, давления, изнасилования, унижения человеческого достоинства. Отсутствие института постпенитенциарной реабилитации приводит к росту повторных преступлений и способствуют распространению криминальной активности.
Для разгрузки тюремной системы правозащитники предлагали улучшать условия содержания, наладить систему ресоциализации, сделать более доступной систему условно-досрочного освобождения, гуманизировать законодательство. Так, в 2020 году Федеральная палата адвокатов Российской Федерации выступала за замену практики заключения под стражу на домашний арест или залог, в том числе и из-за угрозы распространения коронавирусной инфекции. Подобные инициативы предлагались Министерством юстиции и в 2007 году. Тогда было предложено повсеместно внедрять электронные браслеты, чтобы суды могли чаще назначать домашний арест в качестве меры пресечения. Обсуждалась и возможность изменения «наркотических статей». Почти треть сидящих в российских пенитенциарных учреждениях попали в тюрьму за распространение наркотиков. Зачастую эти статьи используются в качестве полицейской провокации. При этом российское законодательство ограничивает заключённых по этим статьям в правах — они позже других получают доступ к условно-досрочному освобождению (УДО), им не засчитывают проведённый в предварительном заключении срок с повышающим коэффициентом. Обсуждение смягчение наказания за хранение наркотиков и реформирование статьи 228 УК РФ обсуждалось в Госдуме 2019 году. Однако в 2020-м году Владимир Путин высказался против либерализации статей УК РФ за незаконный оборот наркотиков.

## В популярной культуре

### Криминальная субкультура
В рамках пенитенциарной системы формируется особая тюремная субкультура, практики которой популярны и в российском обществе в целом. Согласно исследованиям, на её формирование влияют следующие факторы:
- отсутствие чётких границ между частной и публичной жизнью. Жизнь в российских колониях подразумевает проживание в общежитиях или бараках, где все аспекты повседневной жизни делятся с другими заключёнными;
- персонификация отношений — заключённые лишены привычных социальных связей, поэтому многие отношения в местах лишения свободы носят локальный и межличностный характер, из-за чего заключённые, как правило, образуют малые группы для общения и налаживания быта;
- повседневную жизнь определяют представители администрации;
- общественное преобладает над индивидуальным.

Заключённые пользуются тюремным жаргоном, многие языковые формы которого проникли в русский язык и активно используются в бытовой речи. Так, фразы из тюремного жаргона неоднократно использовал и Владимир Путин в своих выступлениях. В 2013 году руководство ФСИН даже призывало сотрудников пенитенциарной системы отказаться от жаргона, хотя обязательным требованием это не стало. В 2021 году Музей истории ГУЛАГа выпустил словарь с наиболее популярными фразами тюремного жаргона, широко используемыми в повседневной речи. В их число вошли: «бабки» (деньги), «в натуре» (действительно), «валить» (убегать), «вкалывать» (тяжело работать), «вырубиться» (заснуть, потерять сознание), «делать ноги» (убегать).
Большой популярностью в российском обществе пользуется и так называемые блатные песни, в которых воспеваются тяжёлые нравы тюремной жизни. Особенную популярность они получали в 1990-е и начале 2000-х. Впоследствии к этому жанру стали применять термин «Русский шансон». В это время в России была в моде уголовная романтика, ассоциировавшаяся со всеобщим уважением, быстрыми и лёгкими деньгами, а также «отсутствием забот». Популярность обрели шансон-группы Воровайки и Бутырка, исполнители Михаил Круг, Михаил Шуфутинский, Александр Розенбаум и другие.

### Движение АУЕ

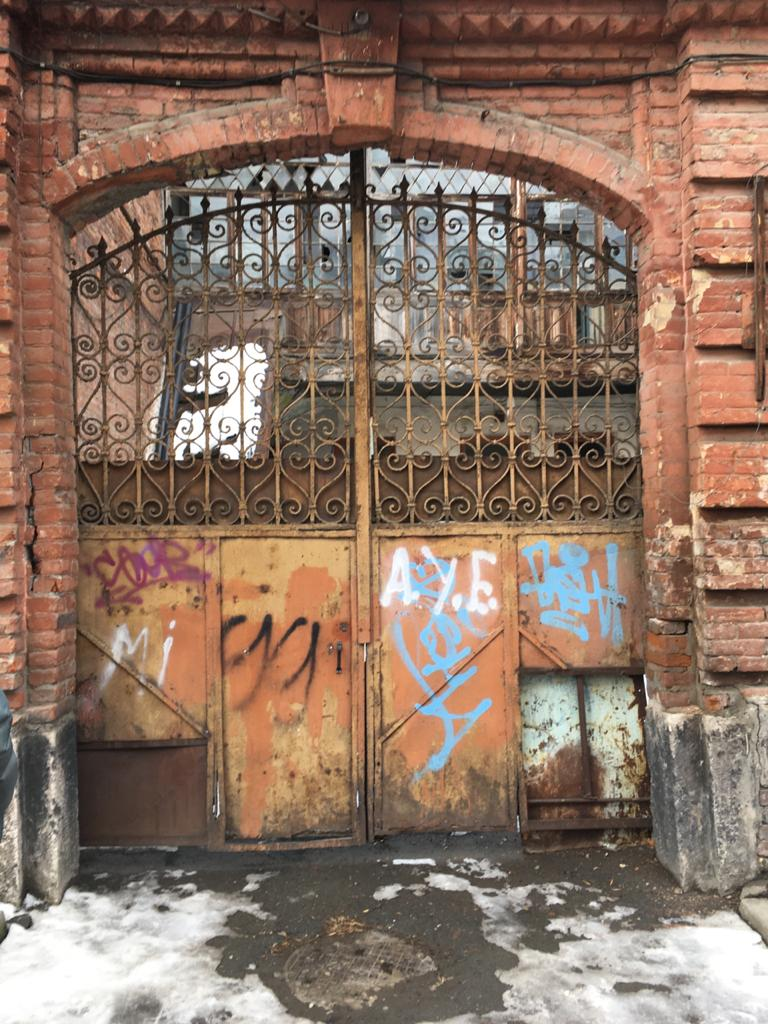
Надпись «АУЕ» во Владикавказе, 2021 год

Начиная с начала 2000-х в России стало формироваться движение АУЕ. Точная расшифровка неизвестна, однако считается, что это может означать «арестантский уклад един» или «арестантское уркаганское единство». Оно возникло как неформальное объединение отдельных групп несовершеннолетних. Движение строится на системе ценностей и норм поведения, соответствующих идеологии воровских законов. «Вербовка» в АУЕ происходила в школах — к пяти- или шестиклассникам подходили старшеклассники и, используя тюремный жаргон, объясняли основные «понятия» тюремной жизни и заставляли приносить деньги для «общака». У детей зачастую не было выбора, и под угрозами побоев они были вынуждены воровать, вымогать деньги и обманывать родителей. Чтобы они продолжали «скидываться в общак», их контролировали так называемые «кураторы» из криминальной среды.
«Бывалые» заключённые использовали детей не только для денежной выгоды, но и для того, чтобы их руками совершать преступления. Например, в ноябре 2014 года в забайкальском городе Борзя подростки отбили у сотрудников ГИБДД бывшего заключённого, которого задержали после погони. Считается, что наибольшее распространение субкультура АУЕ получила в Забайкальском крае, занимающем первое место в стране по детской преступности и суицидам среди несовершеннолетних. В 2016 году ответственный секретарь президентского Совета по правам человека России Яна Лантратова заявила, что адепты АУЕ имелись как минимум в 18 регионах России. Идеализация и пропаганда идей АУЕ происходила через социальные сети. 17 августа 2020 года движение АУЕ было признано экстремистской организацией в России. На тот момент приблизительное число последователей составляло 34 тысячи.

### В кинематографе

#### Художественные фильмы и сериалы
Тюремная культура России часто изображается в художественных фильмах и сериалах:
- Телесериал «Зона» (2006);
- Фильмы Бумер (2003) и Бумер. Фильм второй (2006);
- Фильм «Беспредел» (1989);
- Каникулы строгого режима (2009);
- Телесериал «В круге первом» (2006);
- Телесериал «Штрафбат» (2004);
- Хочу в тюрьму (1998);
- Фильм «Петя по дороге в Царствие Небесное» (2009);
- Фильм «Генерал» (1992);
- Фильм «Зона Любэ» (1996);
- Сериал «Тюрьма особого назначения» (2006);
- Телесериал «Острог» (2006);
- Телесериал «Стая» (2022).

#### Документальные фильмы
- История российских тюрем. Владимирский централ (2023);
- Russia’s Toughest Prison: The Condemned (2022);
- Свидетели Алексея[вд] (2021);
- Life Inside Russia’s Toughest Prison (2017);
- Взгляд изнутри — Самые страшные тюрьмы России (2011)